# St. Alexius (Herbolzheim)

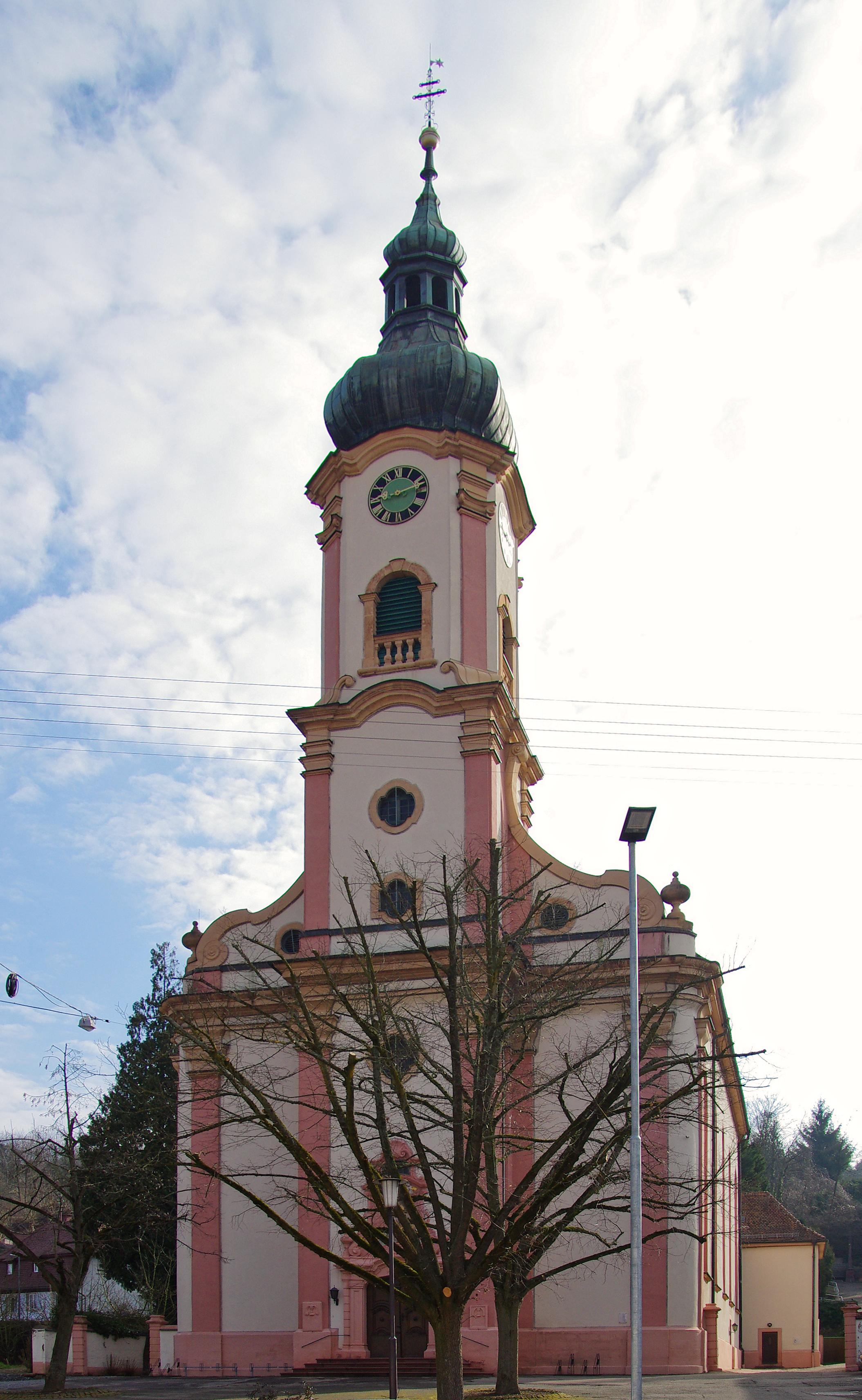
St. Alexius

St. Alexius ist die römisch-katholische Pfarrkirche von Herbolzheim, dem namengebenden Stadtteil der 1972 bis 1975 durch Eingemeindungen vergrößerten Stadt Herbolzheim im Breisgau. Die Kirche bildet seit 2015 mit St. Hilarius in Bleichheim und St. Mauritius in Wagenstadt, zwei weiteren Stadtteilen von Herbolzheim, sowie St. Ulrich und St. Achatius in Rheinhausen im Breisgau die Kirchengemeinde und Seelsorgeeinheit Herbolzheim-Rheinhausen.

## Geschichte
In dem im frühen Mittelalter entstandenen „Flecken“, später „Marktflecken“ Herbolzheim, der 1810 zur Stadt erhoben wurde, gab es zwei Kirchen: die Pfarrkirche St. Alexius im südlichen und die Margarethenkapelle im nördlichen der beiden Siedlungsschwerpunkte an den Schnittpunkten der nord-südlichen Hauptstraße mit Ost-West-Straßen. Beide Kirchen wurden 1320 im Tennenbacher Güterbuch erstmals erwähnt, sind aber älter. Die Margarethenkapelle ist, mehrfach umgebaut und zuletzt von Abriss bedroht, heute als im Wesentlichen gotisches Gebäude restauriert. Sie wird als Museum und Ausstellungsraum benutzt. Im 16. Jahrhundert kam eine Kapelle im Südwesten der Stadt am Nordufer des Bleichbachs hinzu. Ihr barocker Neubau wurde 1666 als Maria in arenis erstmals genannt – die heutige Maria Sand-Kirche. Ursprünglich zum Erzbistum Straßburg gehörig, kam Herbolzheim 1821 zur neu gegründeten Erzdiözese Freiburg.

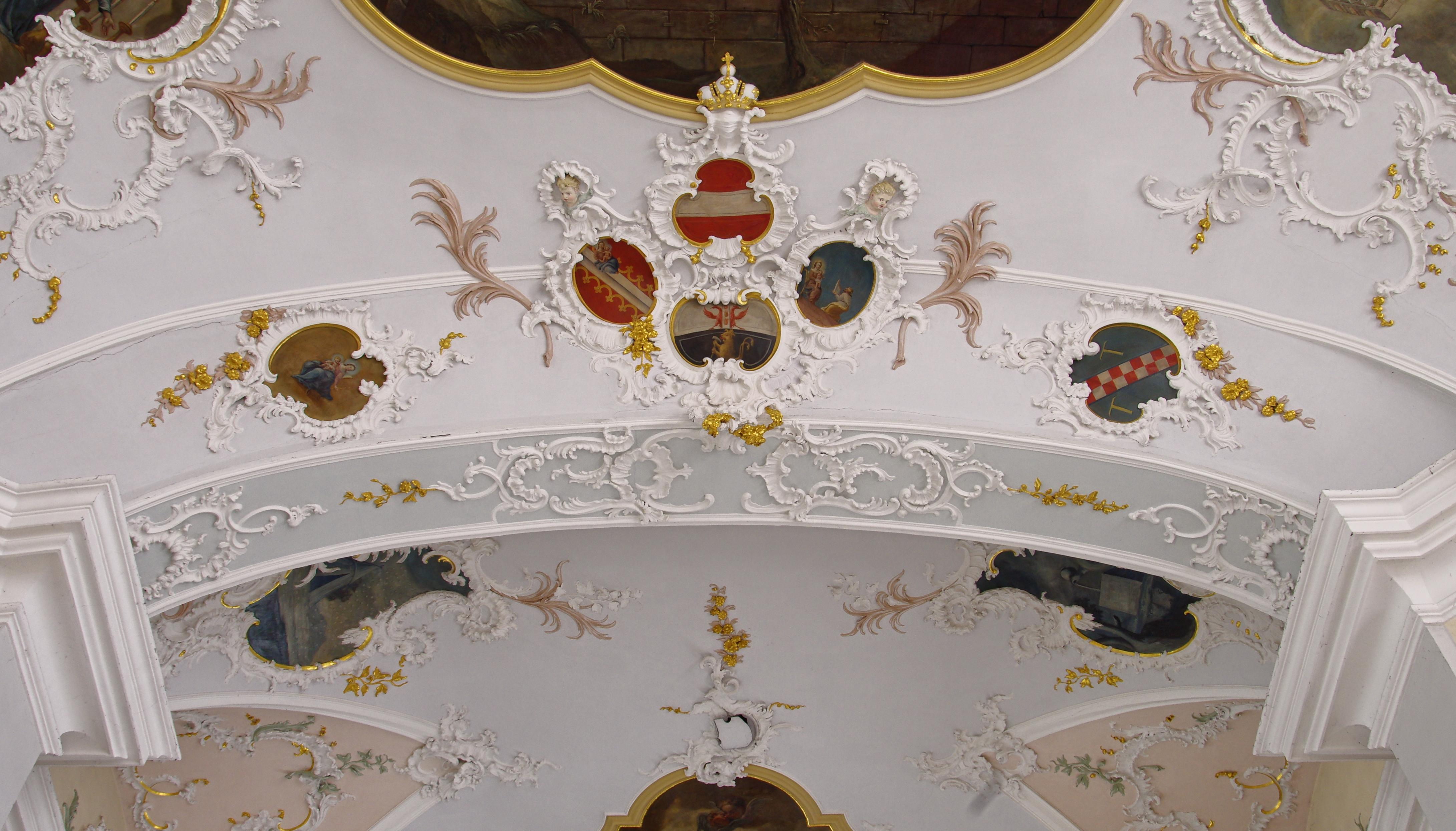
Wappen am Chorbogen (von links): Abtei Ettenheimmünster – Erzbistum Straßburg – oben Österreich, unten von Brandenstein – Abtei Schuttern – Abtei Tennenbach

Ursprünglich lag St. Alexius mitten im Friedhof. Am ersten Adventssonntag 1146 soll Bernhard von Clairvaux hier einem Blinden das Augenlicht wiedergegeben haben. Nach dem Dreißigjährigen Krieg wurde von Reparaturen berichtet. 1661 erhielt der Friedhof ein hohes, schweres Kreuz mit Schindeldach. 1662 konsekrierten Straßburger Weihbischöfe die Kirche und den Friedhof, wohl zum Abschluss von Renovierungen. 1751 berichtete der zuständige Amtmann, dass „es leider eine lands=bekannte Sach sei, wasmaßen das Kirchengebäu zu Herbolzheim nit nur vollkommen ruinos, in vielmehr einem Stall denn einer Kirche ähnlich, sondern auch kaum die Hälfte der dortigen Einwohnerschaft fasse“. Pfarrer Anton Machleid bestätigte das Übel. Nach Auseinandersetzung mit den baupflichtigen Zehntherren (so den Klöstern Tennenbach, Ettenheimmünster und Schuttern sowie der Familie von Brandenstein) wurden die Reste der alten Kirche abgetragen und Gebeine umgebettet.
Am 29. Oktober 1752 wurde der Grundstein zu einem Neubau gelegt. Architekt, Bauunternehmer und Schreiner war der aus dem Allgäu stammende, in Kenzingen wohnhafte Franz Rudhart (1708–1765). Die Herbolzheimer besuchten während der Bauzeit Gottesdienste in der Margarethenkapelle oder in Maria Sand. Am 8. September 1754 wurde die Kirche geweiht. Pfarrer Machleid starb am 12. September 1755 noch vor Vollendung der Innenausstattung. Große Restaurierungen erfolgten 1888–1889 unter Pfarrer Wilhelm Thummel, 1964, 1966, 1980 und zuletzt (innen) 1999 unter Pfarrer Wigbert Steinger (* 1936).

## Gebäude
Die Kirche, eine Saalkirche mit einem Turm in der Mitte der Westfassade und östlichem Chor mit Fünfachtelschluss, ist aus der Fernsicht das Erkennungsmerkmal des Ortes und beherrscht die südliche Ortseinfahrt. Pilaster an den gerundeten Ecken, ein umlaufender hoher Sockel und ein kräftiges Dachgesims binden den Bau einschließlich Turm und Chor zusammen. Beidseits der Fassade führen Tore zu den schlichten Seitenportalen und zum Friedhof. Die korbbogigen Fenster, jederseits fünf im Schiff und vier im Chor, sind ebenfalls schlicht. Der Kirchturm steigt in drei Stockwerken auf, deren viereckiges mittleres von Voluten gestützt und von einem Gesims abgeschlossen wird, aus dem sich Kreisansätze nach oben wölben. Das oberste, achteckige Stockwerk – das Glockengeschoss – öffnet sich mit balustradengezierten Schallfenstern und wird wieder durch ein Gesims mit Kreisansatz abgeschlossen. Darüber weisen eine Zwiebelhaube, eine Laterne, eine verjüngte Turmzwiebel und ein Kreuz in den Himmel. Auf den Ecken der Fassade stehen urnenförmige Vasen. Ähnlich gestaltete Kirchen Rudharts sind St. Brigitta in Niederschopfheim und St. Martin in Riegel.
Die barocke Kirche steht am Platz des romanischen Vorgängerbaus, besitzt aber die anderthalbfache Grundfläche und eine um etwa 10° gegen den Uhrzeigersinn gedrehte Achse. Der Friedhof wurde beim Bau ganz an den östlich anschließenden Hang verlegt. So ist der Platz zwischen Hauptstraße und Kirche – der Kirchhof, der zur Fassade sanft ansteigt – heute frei. Er bewahrt seine mittelalterliche Form. An ihm lagen im Mittelalter nicht nur die Kirche, sondern auch Gebäude der Ortsherrschaft. Westlich, jenseits der Hauptstraße, lag der Wilginshof: Herrenhof der Grafen von Nimburg, dann der Üsenberger, schließlich der Habsburger und ihrer Statthalter wie der Schmid von Brandenstein. An der Südseite des Kirchhofs lagen, in Resten erhalten, Wirtschaftsgebäude: nämlich die Zehntkelter (Zehnttrotte), in der die Winzer ihre Trauben unter Entrichtung des Zehnt zu pressen hatten, der Zehntkeller zum Lagern des Weins und die Zehntscheune. Nördlich des Kirchplatzes liegen das Pfarrhaus aus dem 17. Jahrhundert und das 1790 errichtete, 1887 aufgestockte ehemalige Schulhaus, heute katholisches Gemeindehaus. Der Kirchhof war befestigt. An der Rückfront der südlichen, vielleicht auch der nördlichen Gebäude haben sich Reste einer etwa 10 m hohen Wehrmauer erhalten.

### Aktueller Bauzustand
Am 18. Januar 2023 musste die Kirche komplett gesperrt werden, da man massive Mängel am Dachstuhl festgestellt hatte. Diese liegen sowohl in der konstruktiven Gestaltung des Dachstuhls als auch in einem Schädlingsbefall begründet. Trotz vieler Nachbesserungen hängt der Dachstuhl zwischenzeitlich um bis zu 40 cm durch. Die Sanierung gestaltet sich sehr kompliziert, da die Stuckdecke durch eine komplette Eingerüstung des Innenraumes mit einer Weichsprießung gestützt werden muss und dann das alte Gebälk, an dem die Stuckdecke hängt, durch den neuen Dachstuhl abgefangen werden muss.
Die Kosten für einen neuen Dachstuhl sind mit 6,28 Millionen Euro veranschlagt.

## Ausstattung
Das Westportal ist mit Gitterwerk, Voluten, Vasen und einer Muschel festlich gestaltet. Dort steht – ein Stuckrelief von Johann Michael Winterhalder – der heilige Alexius von Edessa mit Pilgerstab, Reiseflasche und Schlapphut, die Augen zum Himmel gerichtet, aus dem hinter Wolken drei Puttenköpfe herabschauen. Neben ihm steht eine vierte Putte mit Schlapphut und zeigt zu ihm hoch.

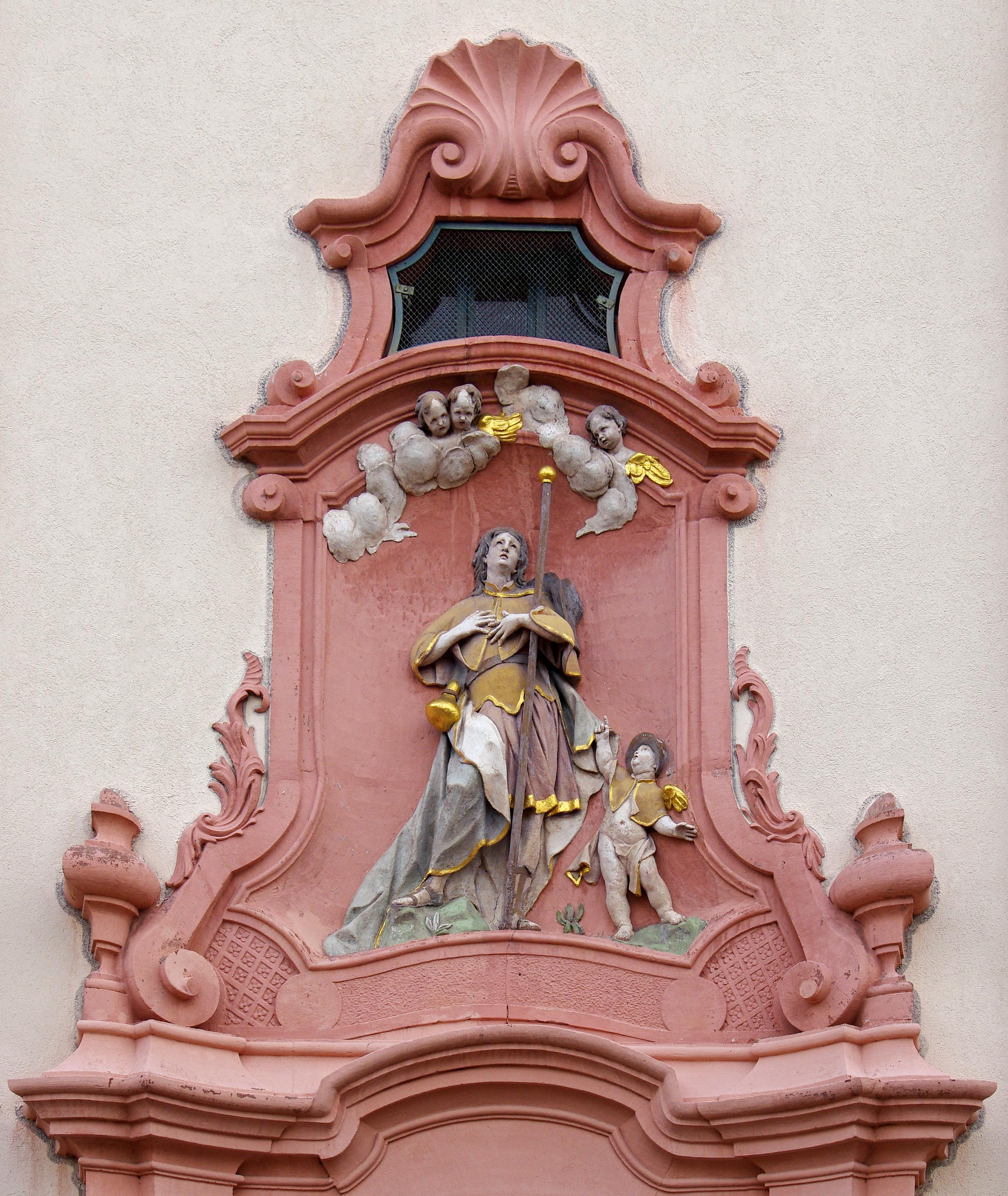
St. Alexius über dem Westportal
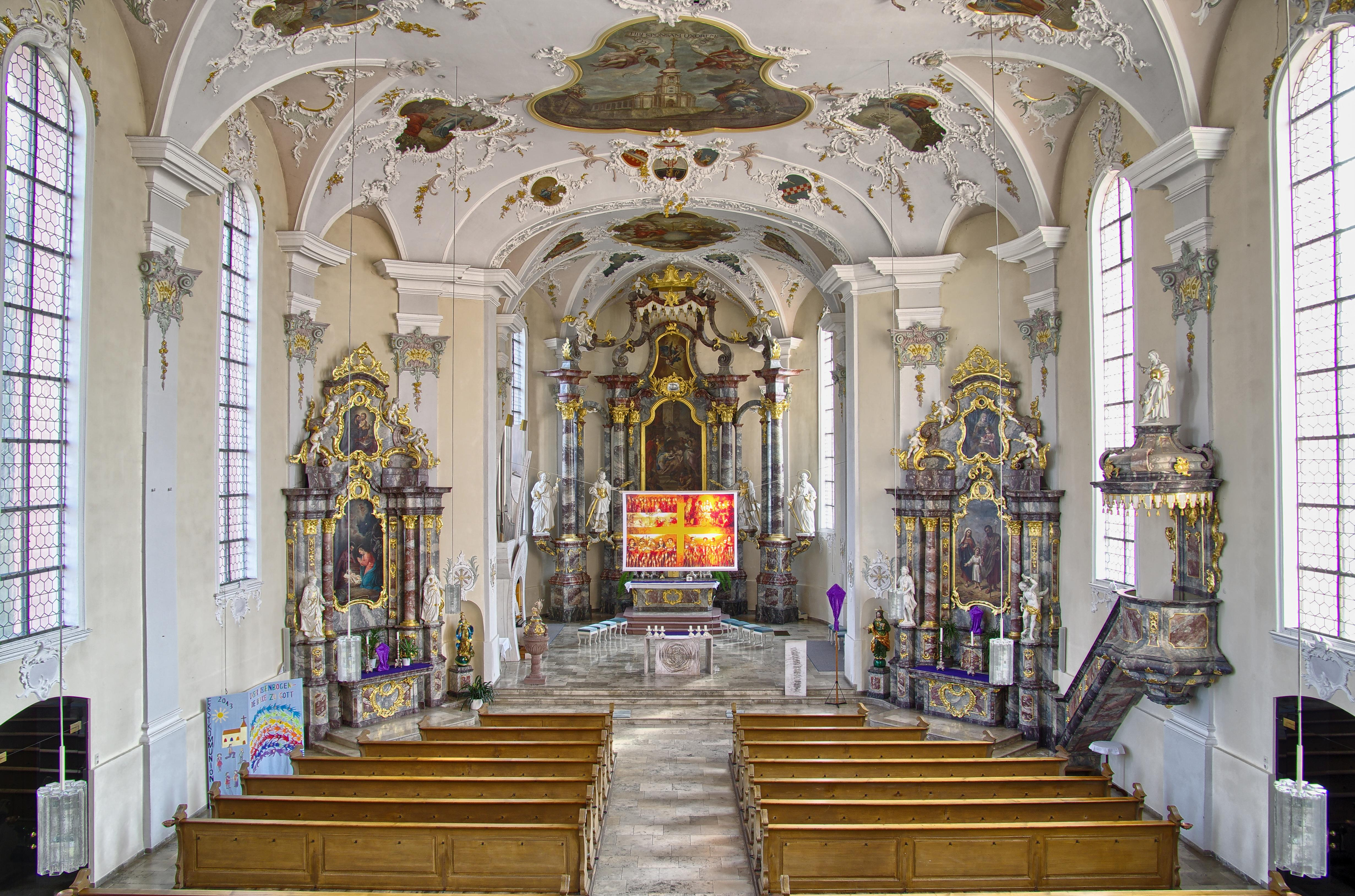
Sicht zum Chor
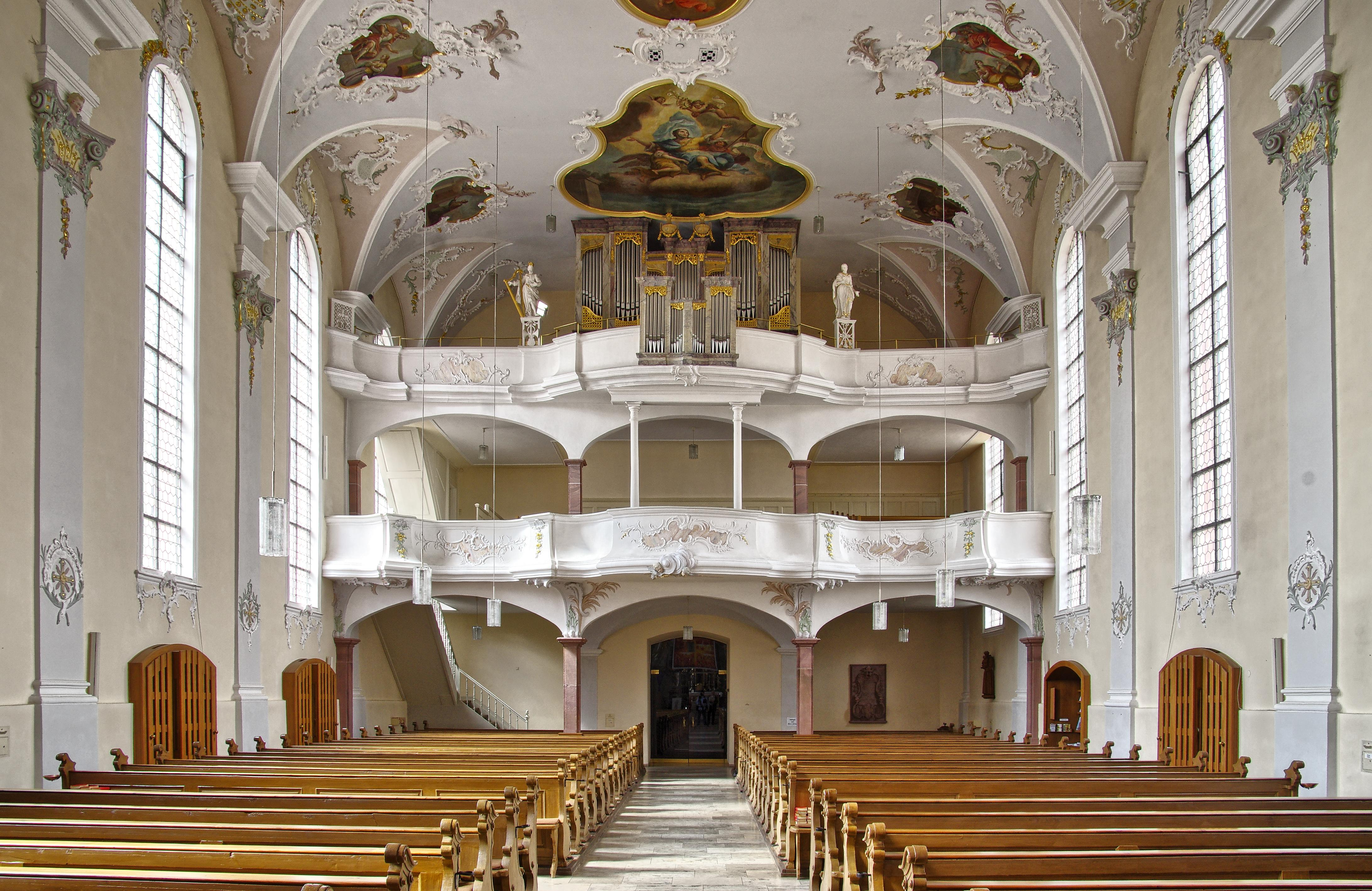
Sicht zum Westeingang

Seit der letzten Restaurierung strahlt das Innere wieder. Die Ecken des Rechteckraums sind ausgerundet und die Seitenaltäre schräg vor die Rundungen gestellt. So wird das Auge zum sakralen Bereich des Chors gelenkt. Dazu tragen die Pilaster bei. „Flache Pilaster mit kräftigen Gebälkstücken leiten – zusammen mit den Stichkappen der flachgespannten Decke – den Raum rhythmisch nach vorn, um die eingezogene Chorbogenwand herum zum Hochaltar im Chorschluß. […] Deutlich läßt sich diese Überleitungsabsicht des Architekten an der Weiterführung der kräftigen Pilastergebälkstücke als Umklammerung der glatten, im Sockelbereich nischenartig ausgehöhlten, schrägstehenden Wände des flachgedrückten Chorbogens ablesen.“ Im Westen verbirgt eine abwechslungsreiche Doppelempore das einspringende Turmuntergeschoss. Über diese Architektur hat der Freiburger Stuckateur Franz Anton Vogel Rokokoornamente gelegt, die die Fenster oben und unten, die Apostelkreuze und Deckenbilder rahmen, die Pilasterkapitelle und Emporenbrüstungen bereichern, die Stichkappen auszieren. Vogels Autorschaft ist durch einen Zahlungsvermerk gesichert. Nach anderen Autoren stammen diese Rokokoornamente jedoch von dem  Stuckateur der Wessobrunner Schule Johann Georg Gigl.

### Deckengemälde
Die Deckengemälde schuf der Freiburger Maler Johann Pfunner.

#### Schiff
In der Achse des Schiffs reihen sich von West nach Ost drei große Bilder. Über der Orgelempore tragen Engel Alexius auf einer Wolke zum Himmel. Auf einem Schriftband steht „ITUR AD ASTRA – er geht zu den Sternen“. Im Hauptbild in der Mitte(6) steht vor strahlendem Sonnenlicht Christus auf Wolken, bereit, mit der rechten Hand drei Lanzen auf die Erde zu schleudern. Auf der Wolke kniet, für die Erde bittend, Maria, darunter knien auf Gebälk der heilige Dominikus mit seinen Attributen, dem Rosenkranz, dem Stern über seiner Stirn und dem Hund mit der brennenden Fackel, sowie der heilige Franz von Assisi, stigmatisiert, mit einem Totenschädel. Engel umgeben die Hauptfiguren. Neben Franziskus hat der Maler mit „Johann Pfunner pinx. 1754“ signiert. Vor dem Chorbogen präsentiert Alexius seine präzise gemalte Herbolzheimer Kirche.(7) Darüber entfalten Engel ein Schriftband „ECCE TIBI SPONSAM UXOREM AGNI – sieh, deine Braut, die Gemahlin des Lammes“.

Deckengemälde im Schiff
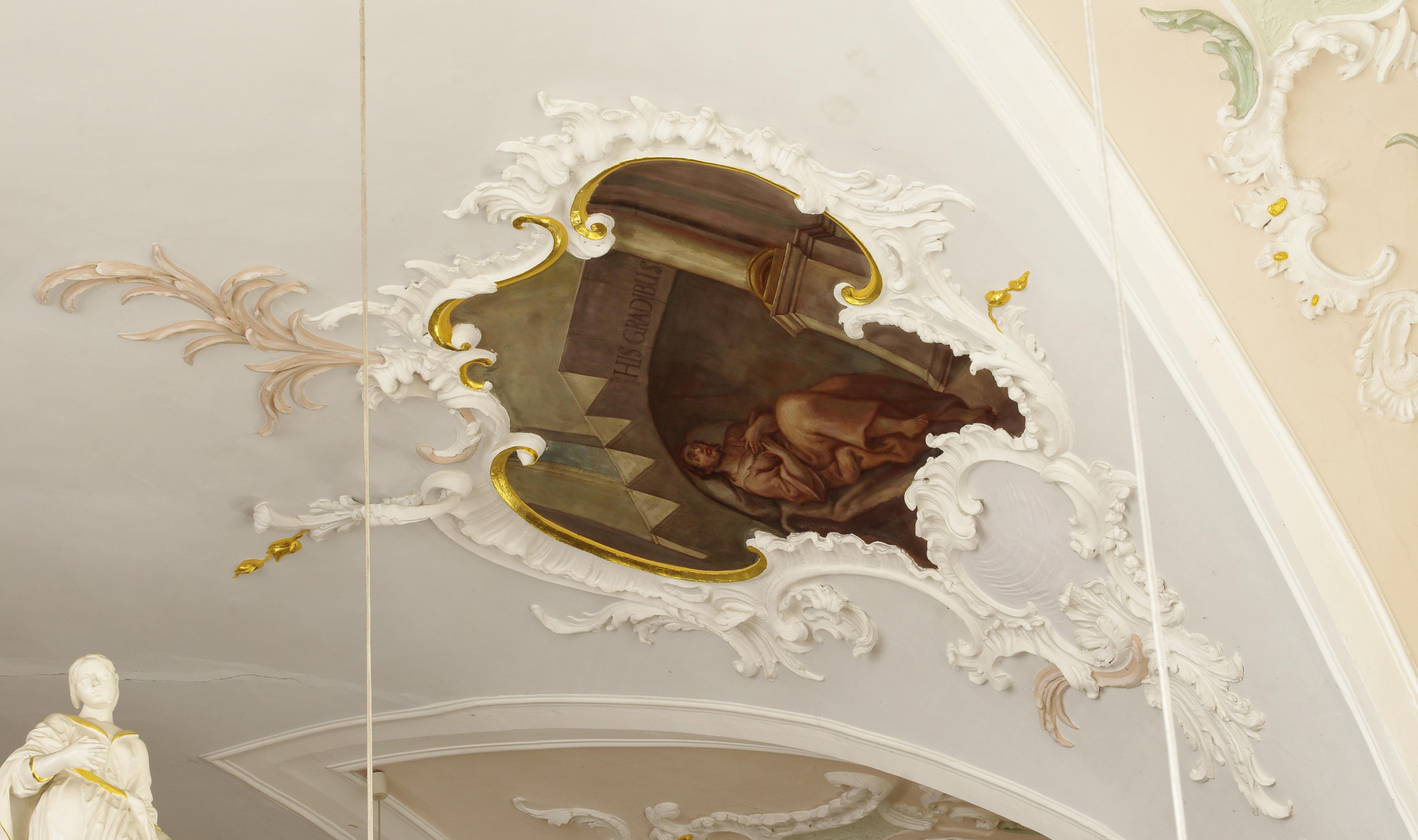
(1) Links: Alexius unter der Treppe
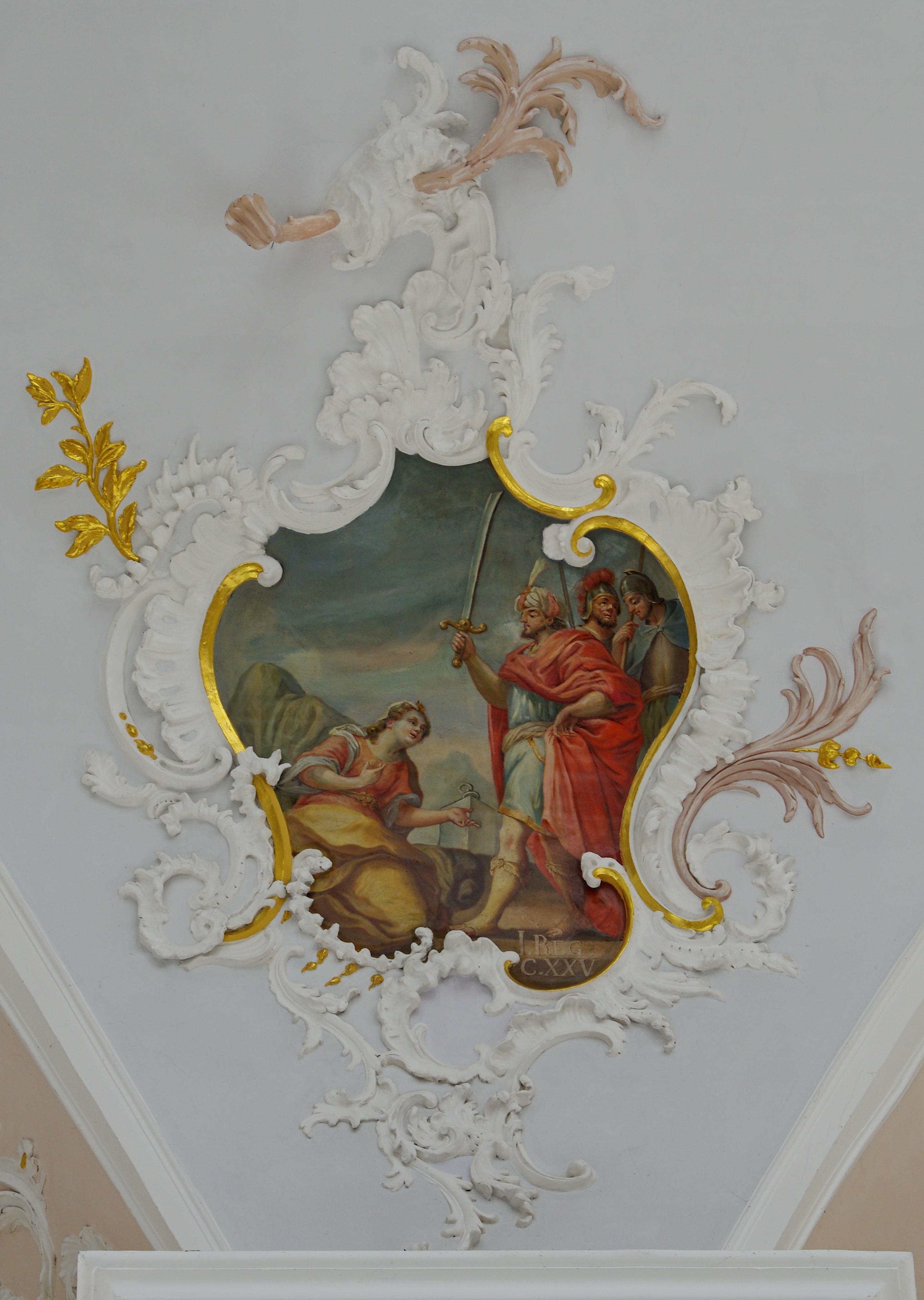
(2) Links: Abigail vor David
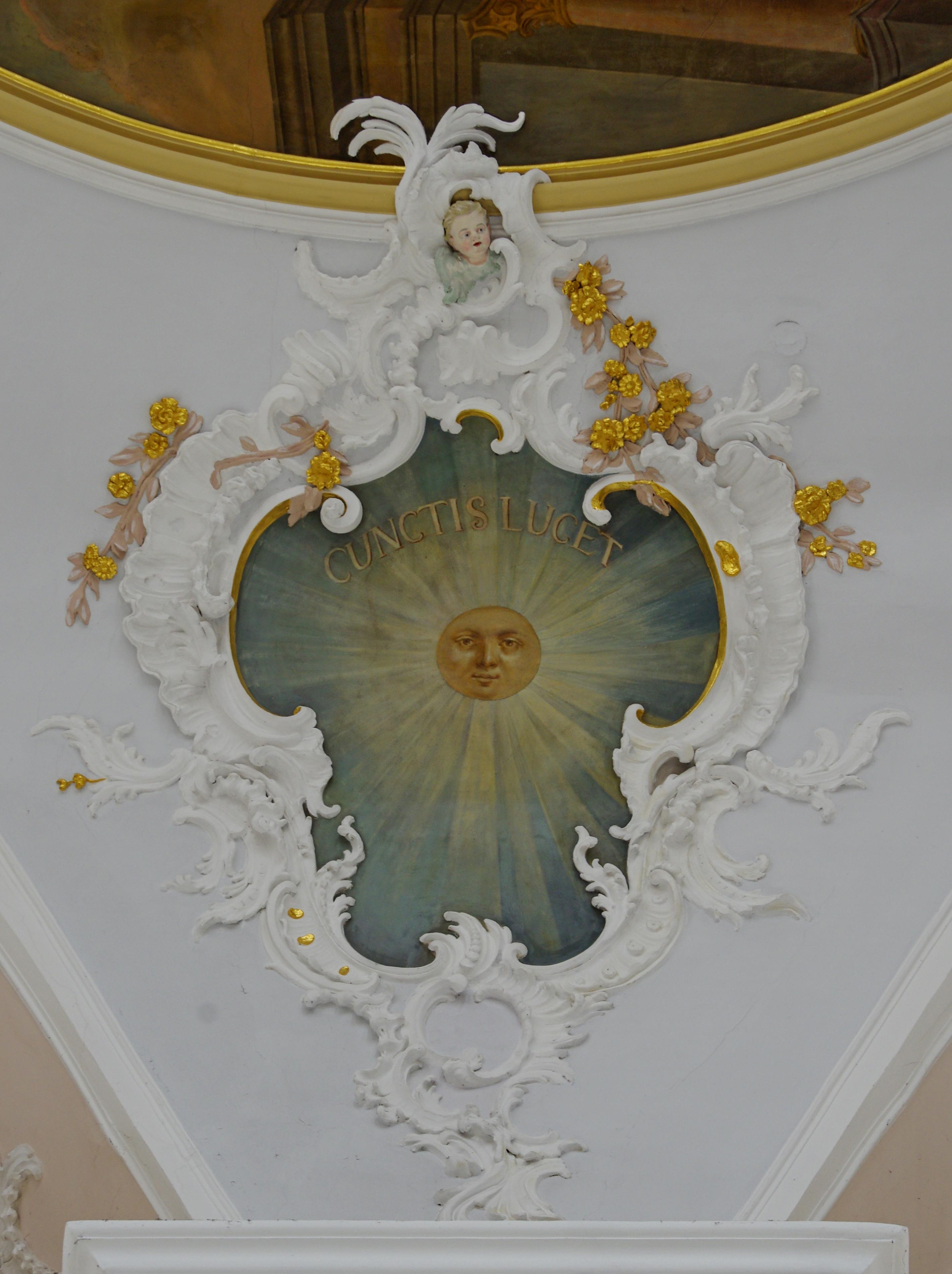
(3) Links: Sonne
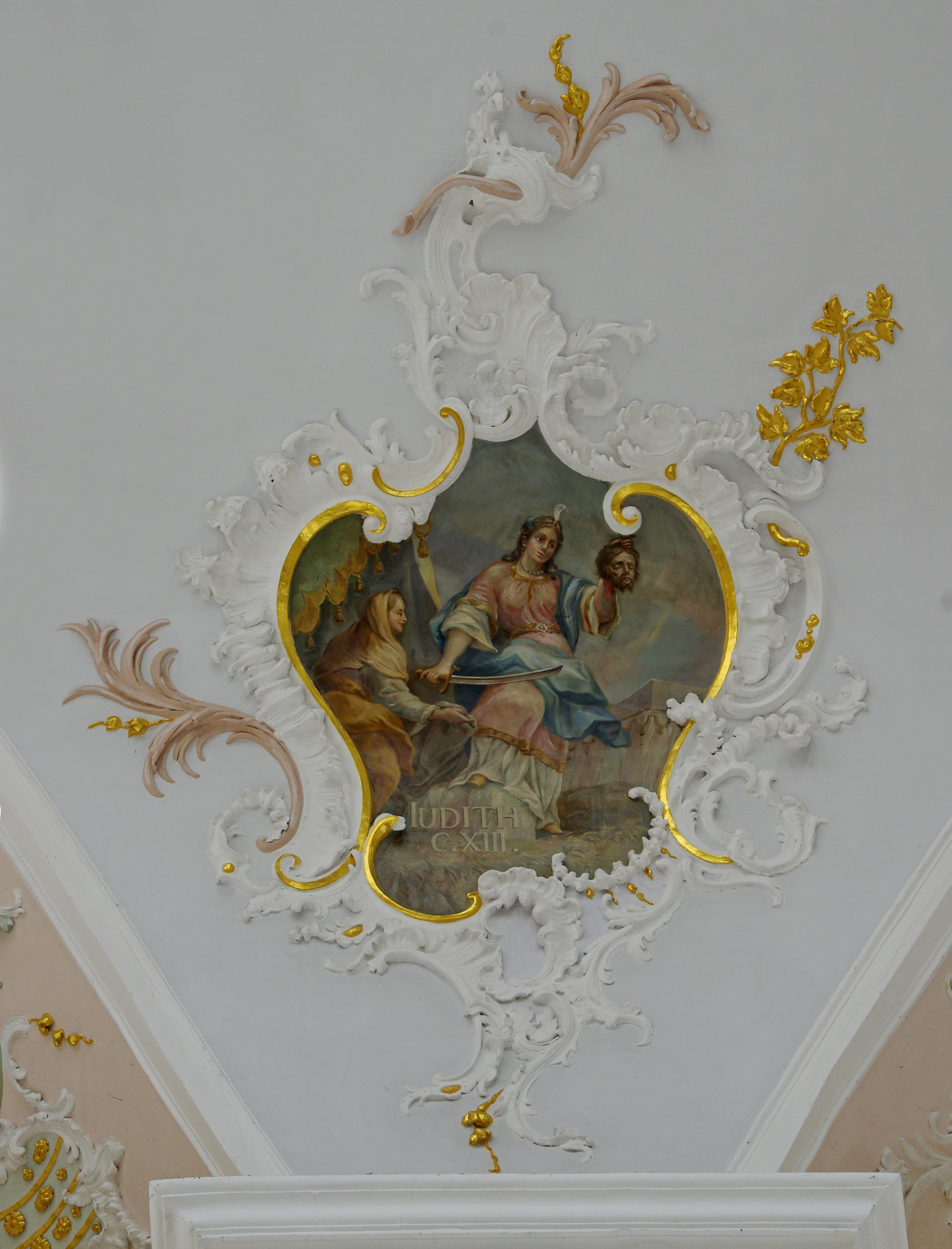
(4) Links: Judith
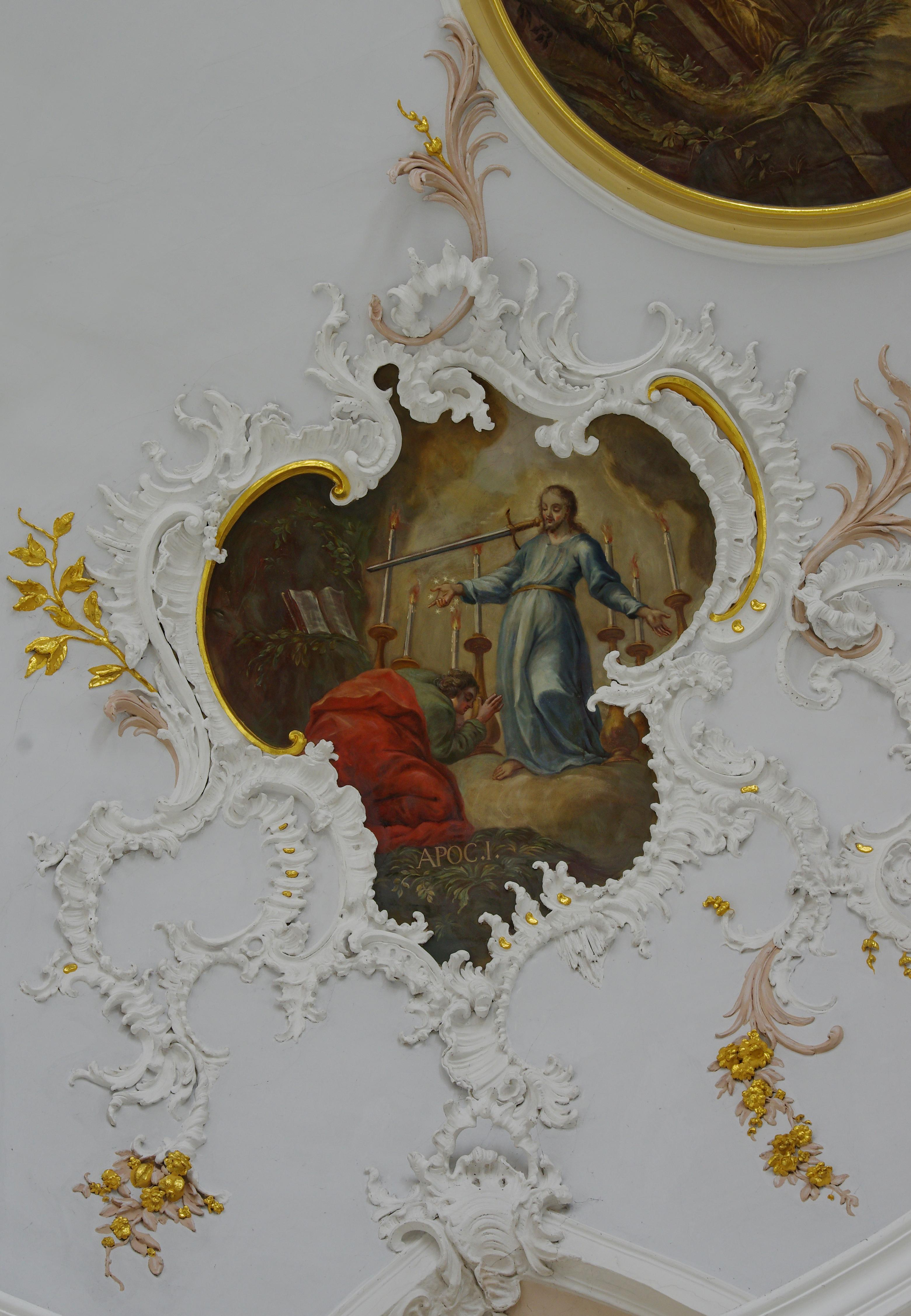
(5) Links: Der Seher der Offenbarung vor Christus
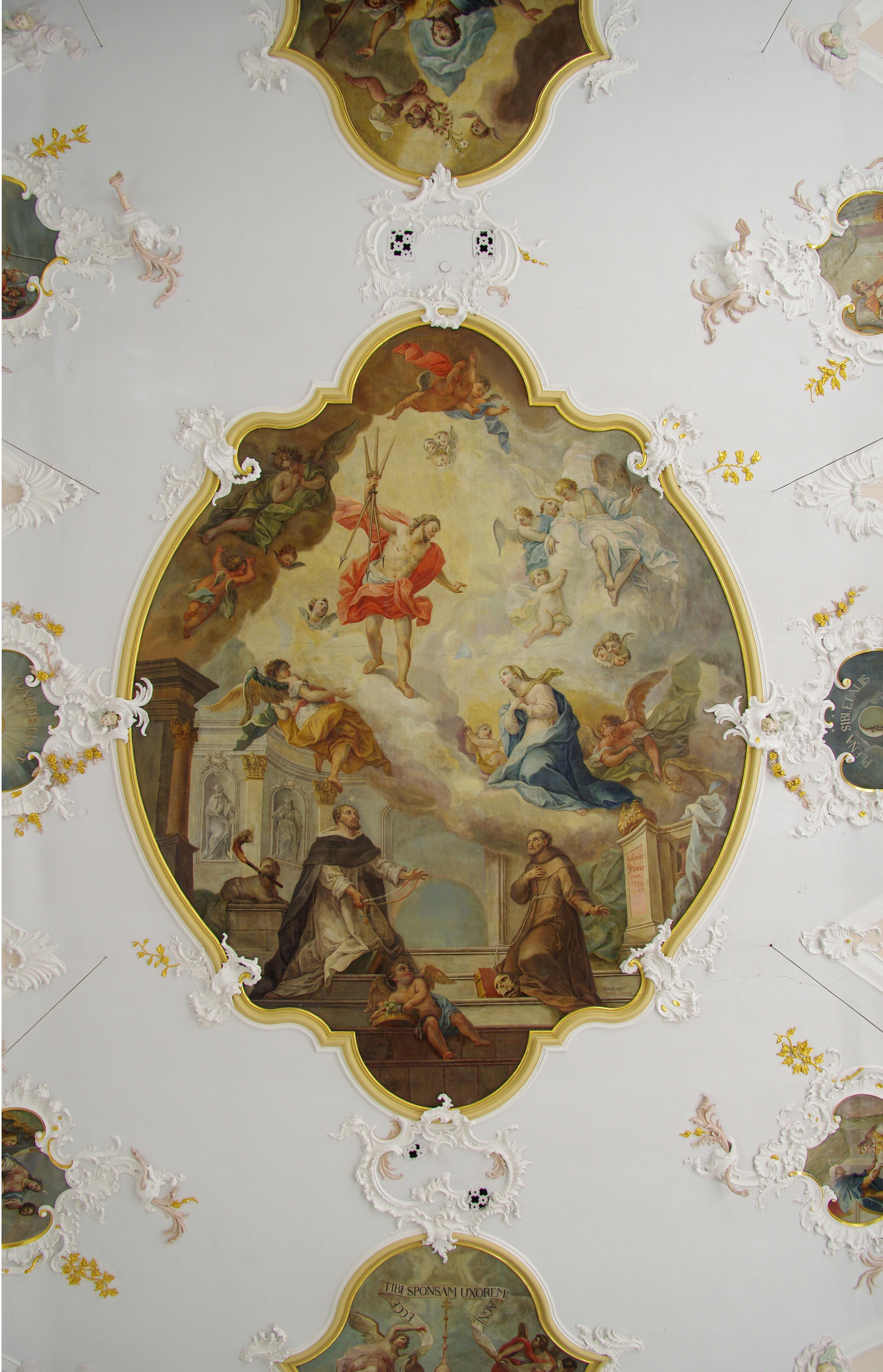
(6) Mittleres der drei großen Bilder
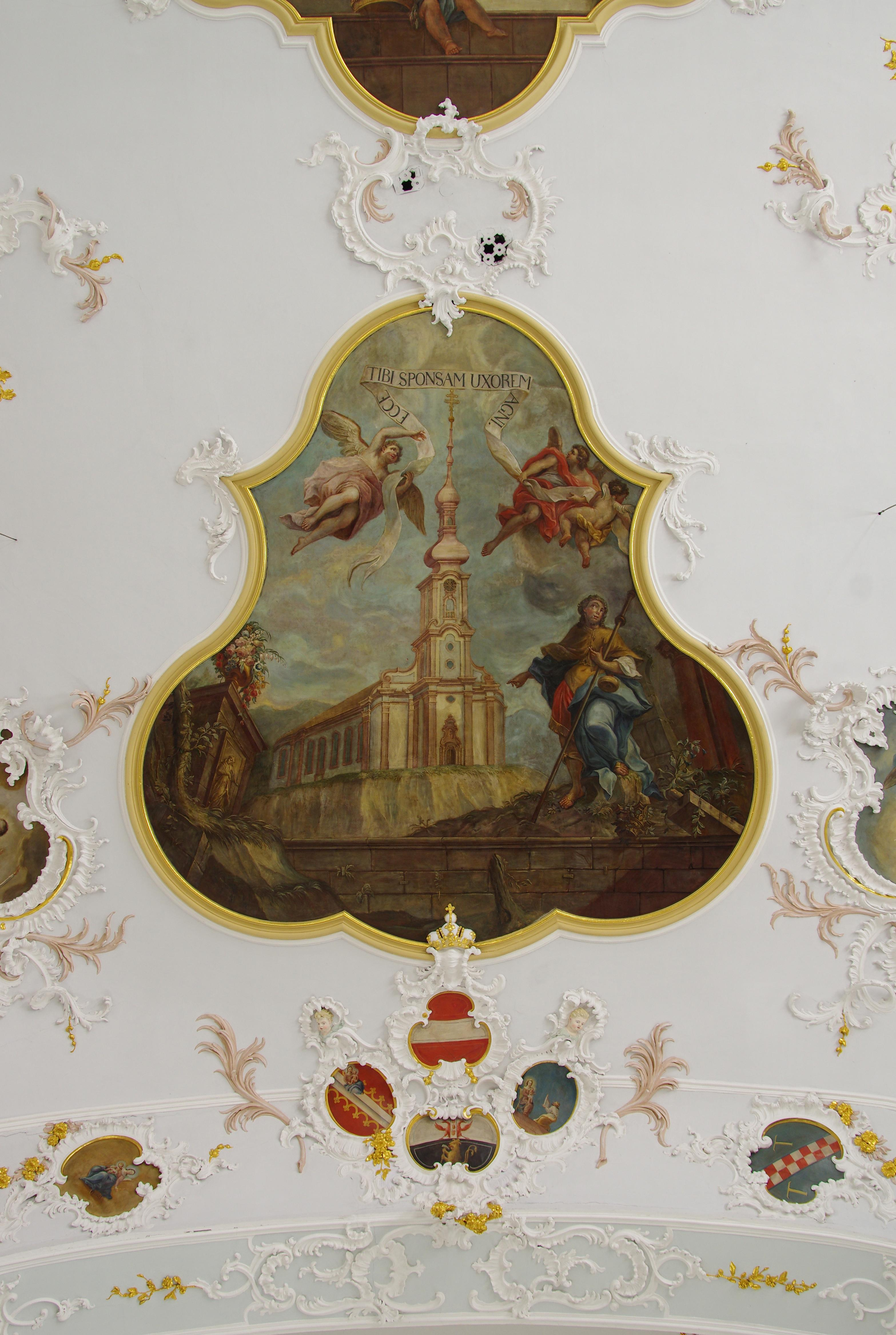
(7) Östliches der drei großen Bilder
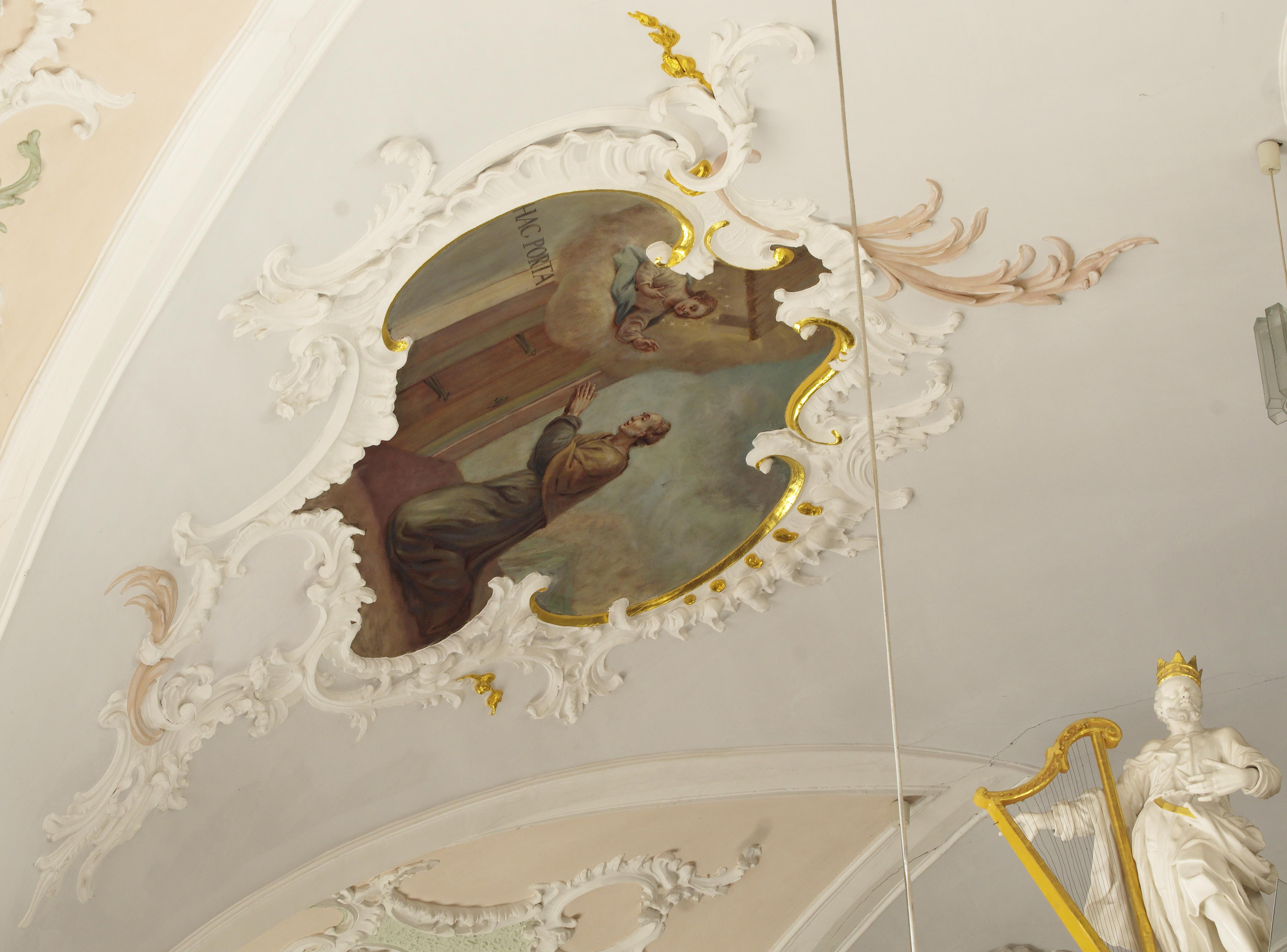
(8) Rechts: Alexius vor dem Himmelstor
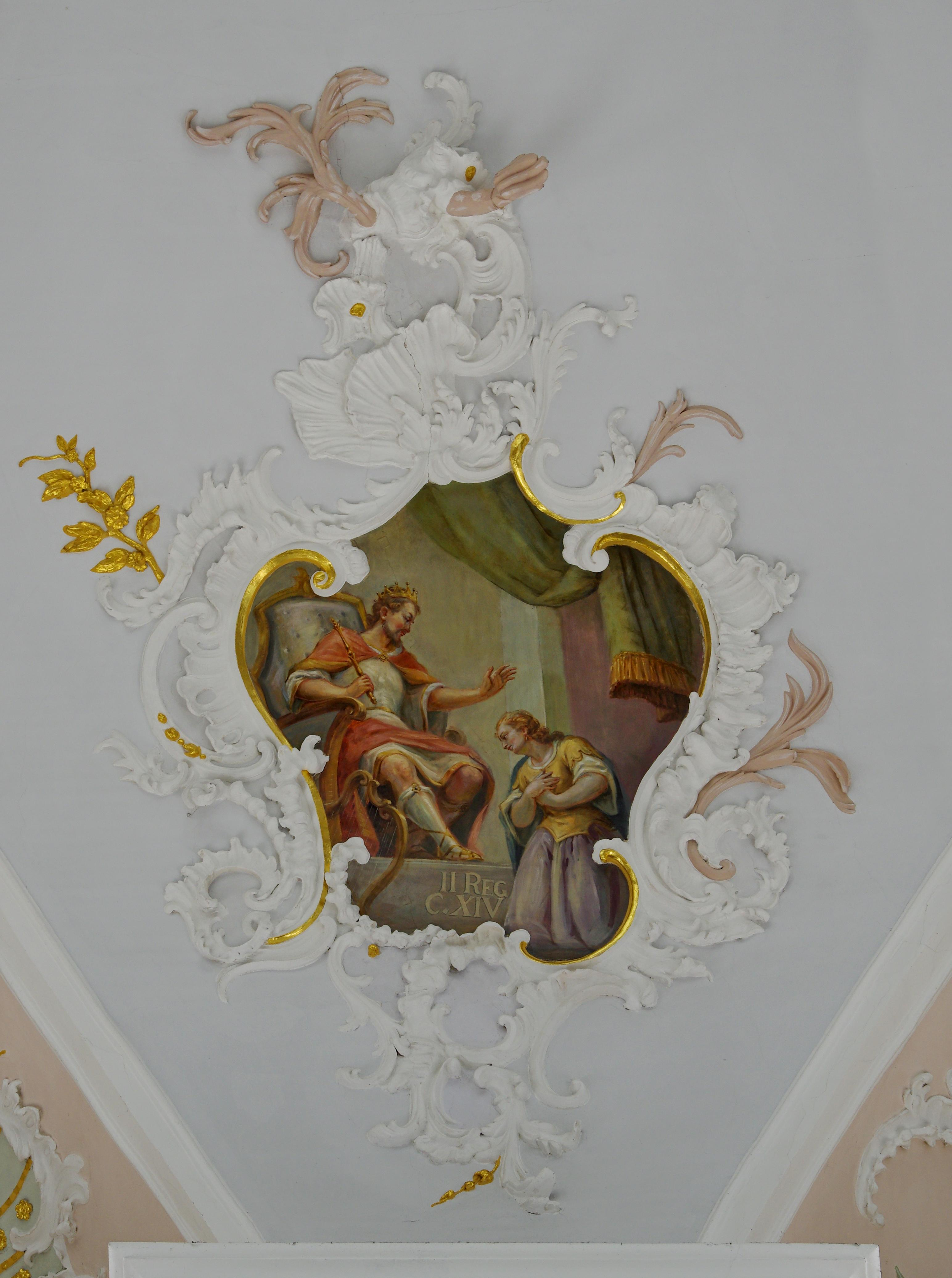
(9) Rechts: Frau von Tekoa vor David
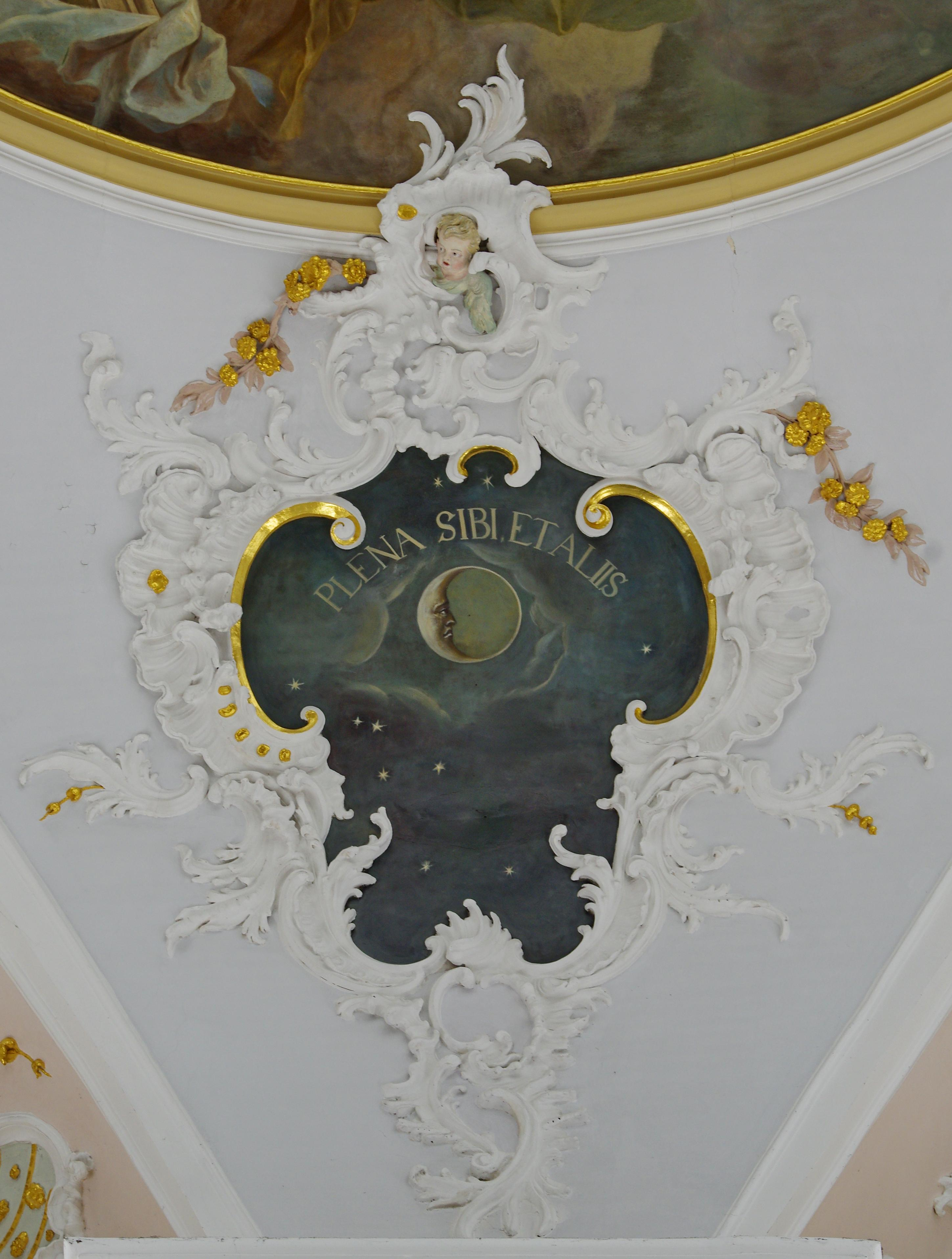
(10) Rechts: Mond
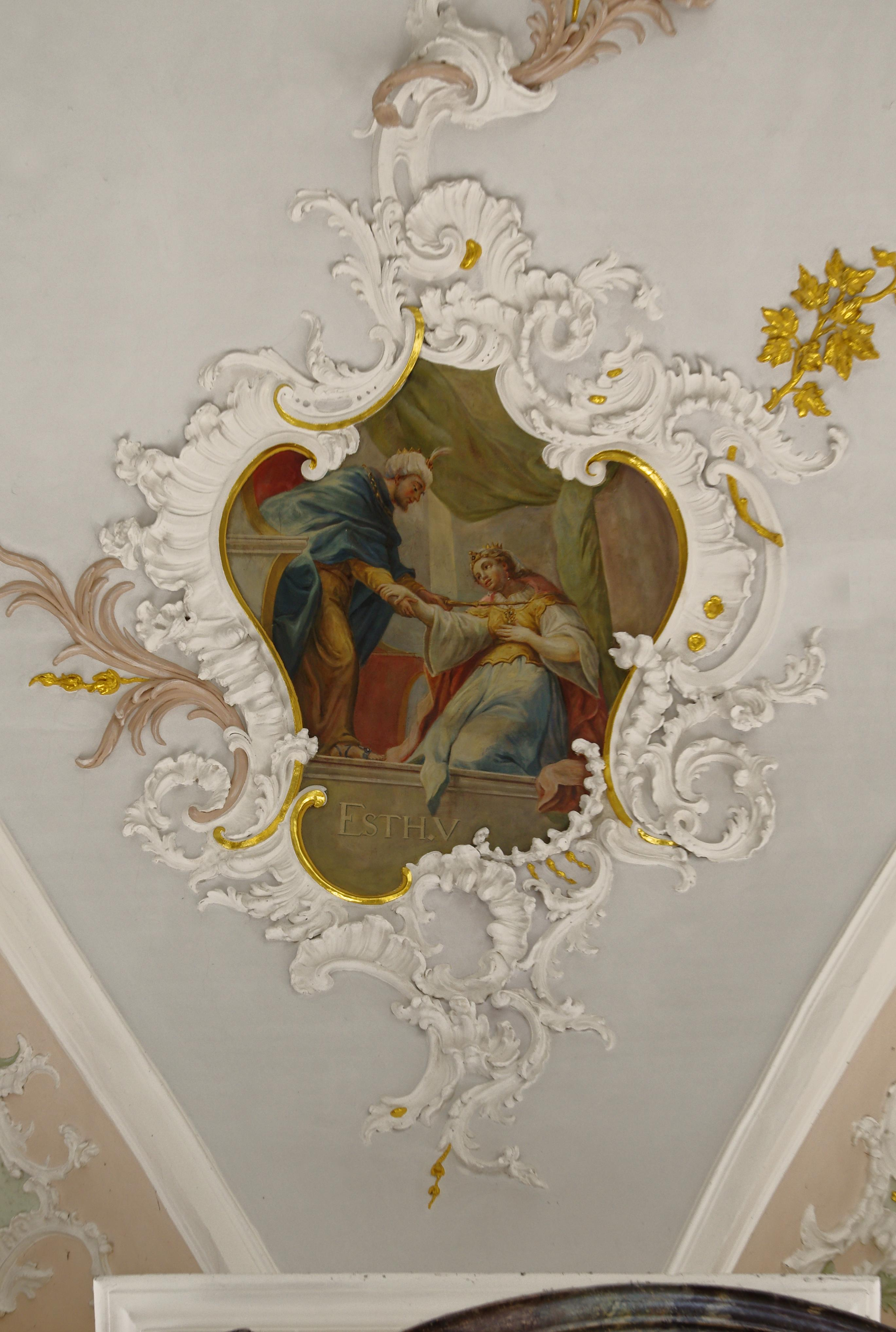
(11) Rechts: Ester vor Artaxerxes
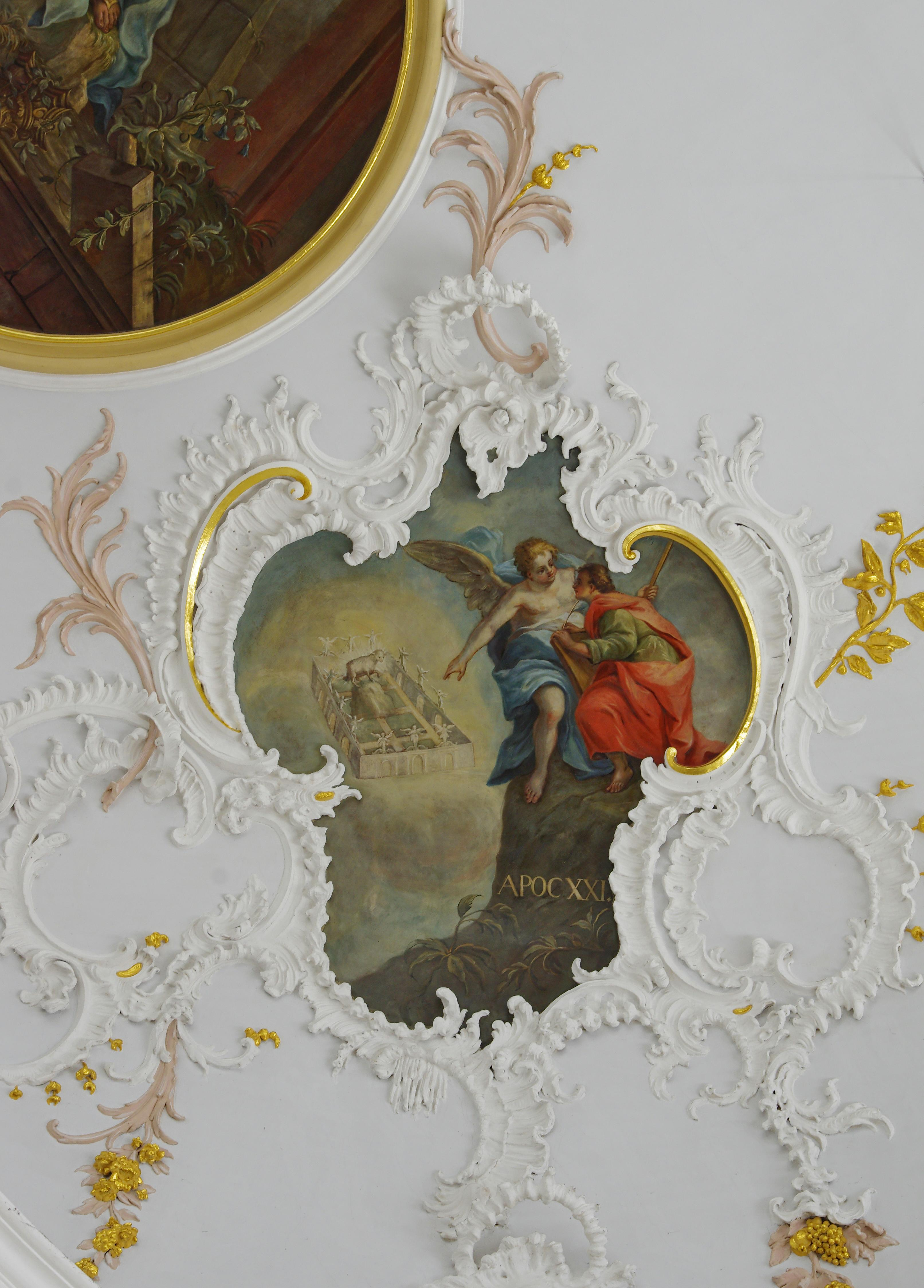
(12) Rechts: Himmlisches Jerusalem

Jederseits begleiten fünf kleine Bilder die drei großen, thematisch auf die letzteren bezogen:
- als westlichstes Paar
  - links Alexius, wie er unerkannt unter der Treppe seines Elternhauses in Rom lebt, bezeichnet „HIS GRADIBUS – unter diesen Stufen“(1)
  - rechts Alexius vor dem Himmelstor, bezeichnet „HAC PORTA – an dieser Pforte“(8)
- als zweites Paar von Westen
  - links Abigail, wie sie den sein Schwert drohend hebenden König David überredet, ihren Mann Nabal und dessen Leute zu schonen (1 Sam 25,23-33 EU); das Bild ist gemäß der Einteilung der Septuaginta beschriftet „I. REG. C. XXV – 1. Buch der Könige Kapitel 25“; heute wird das Buch meist als 1. Buch Samuel gezählt(2)
  - rechts die kluge Frau von Tekoa, wie sie mit einem Gleichnis den thronenden David bestimmt, seinen Sohn Abschalom zu begnadigen (2 Sam 14,1-24 EU); wieder steht „II. REG. C. XIV“ für „2. Buch Samuel Kapitel 14“(9)
- als drittes Paar von Westen
  - links die Sonne mit der Inschrift „CUNCTIS LUCET – sie leuchtet allen“(3)
  - rechts der Mond als Symbol der Gottesmutter mit einigen Sternen, „PLENA SIBI ET ALIIS – sich und anderen die Fülle“(10)
- als viertes Paar von Westen
  - links Judith mit dem Haupt des assyrischen Feldherrn Holofernes (Jdt 13,1-10 EU)(4)
  - rechts die gekrönte Königin Ester als Retterin der Juden zur Zeit des Achämenidenkönigs Xerxes I.[10] (Est 5 EU)(11)
- als östlichstes Paar
  - links der Seher der Offenbarung des Johannes, wie er vor Christus kniet, hinter dem sieben Kerzen brennen, aus dessen Mund ein Schwert kommt und der einen Reif von sieben Sternen um die rechte Hand trägt (Offb 1,12-16 EU)(5)
  - rechts die Vision des Neuen Jerusalem mit zwölf Toren unter zwölf Engeln und dem Lamm Gottes in der Mitte (Offb 21,9-22 EU)(12)

#### Chor
Im Chor ist ein Hauptbild von je drei kleineren links und rechts umgeben. Das Hauptbild zeigt die Heilige Dreifaltigkeit über dem Erdball: Gottvater im Herrschergestus mit einem Zepter, den Sohn mit dem Kreuz, die Taube des Heiligen Geistes. Um sie schweben Engel, der unterste mit einem Weihrauchfass. Darunter hat Pfunner mit der Jahreszahl 1753 signiert. Pfarrer Machleid kniet klein in der linken unteren Ecke.(3)

Deckengemälde im Chor
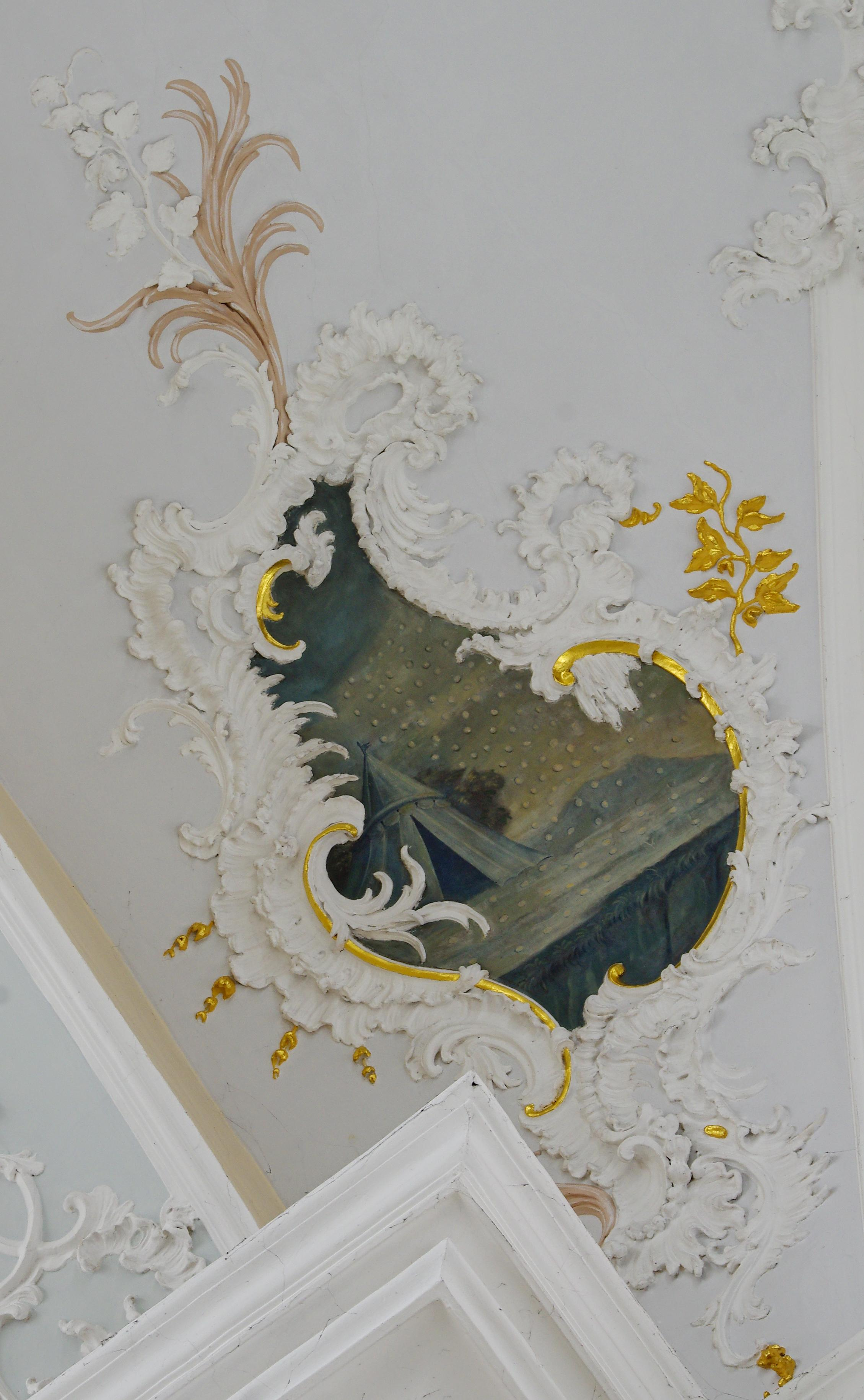
(1) Links: Mannaregen
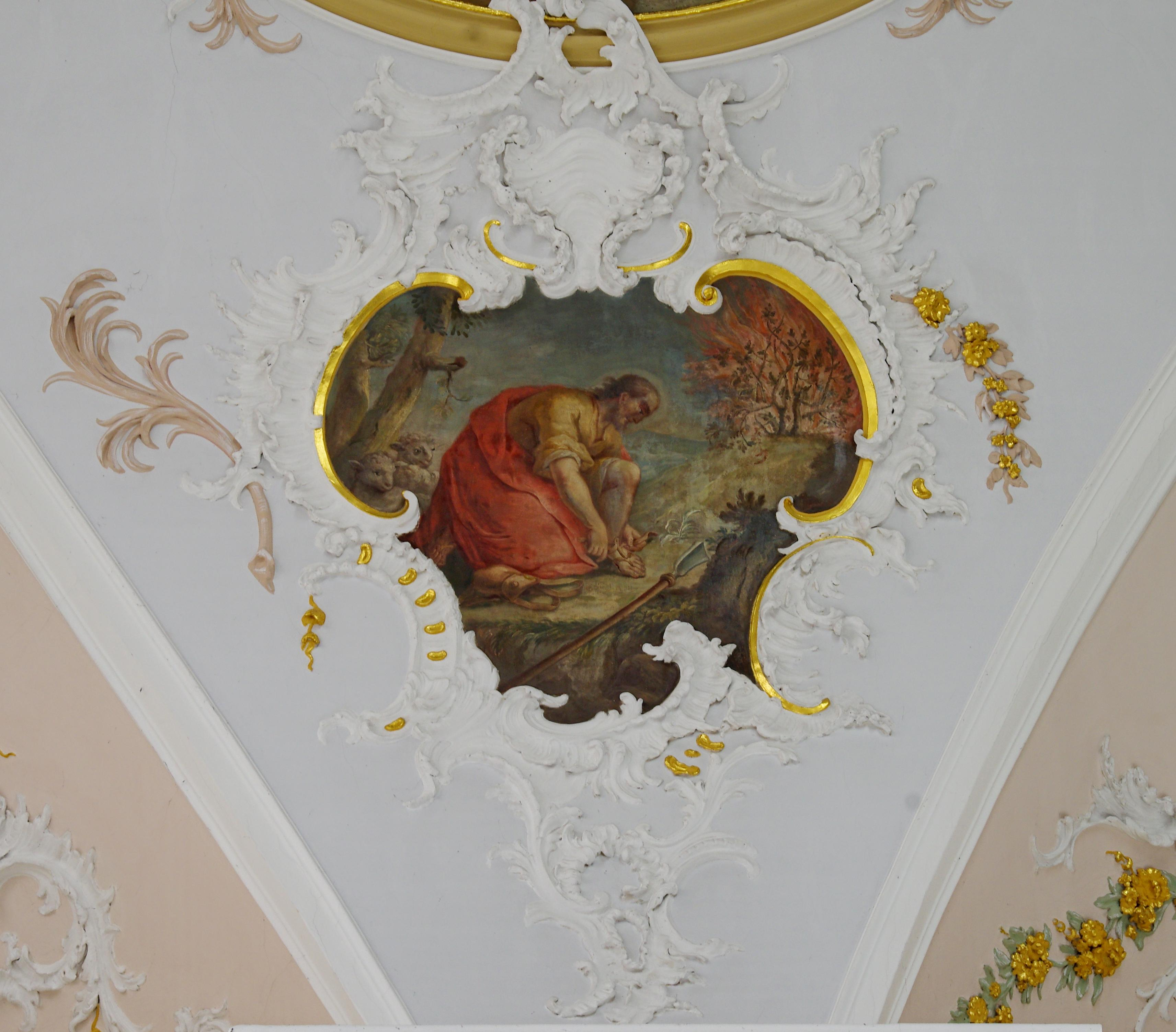
(2) Links: Moses und der brennende Dornbusch
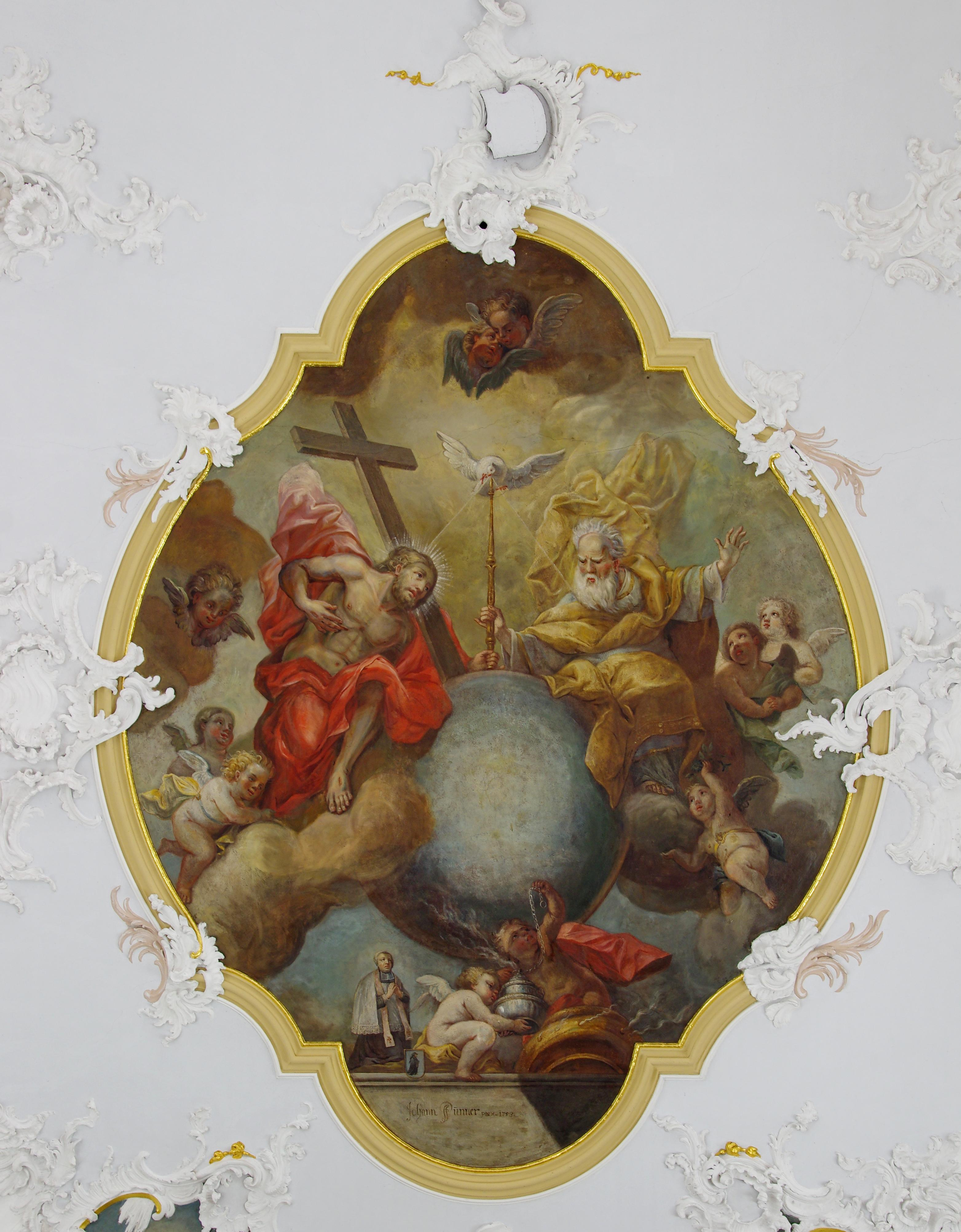
(3) Mittelbild: Heilige Dreifaltigkeit
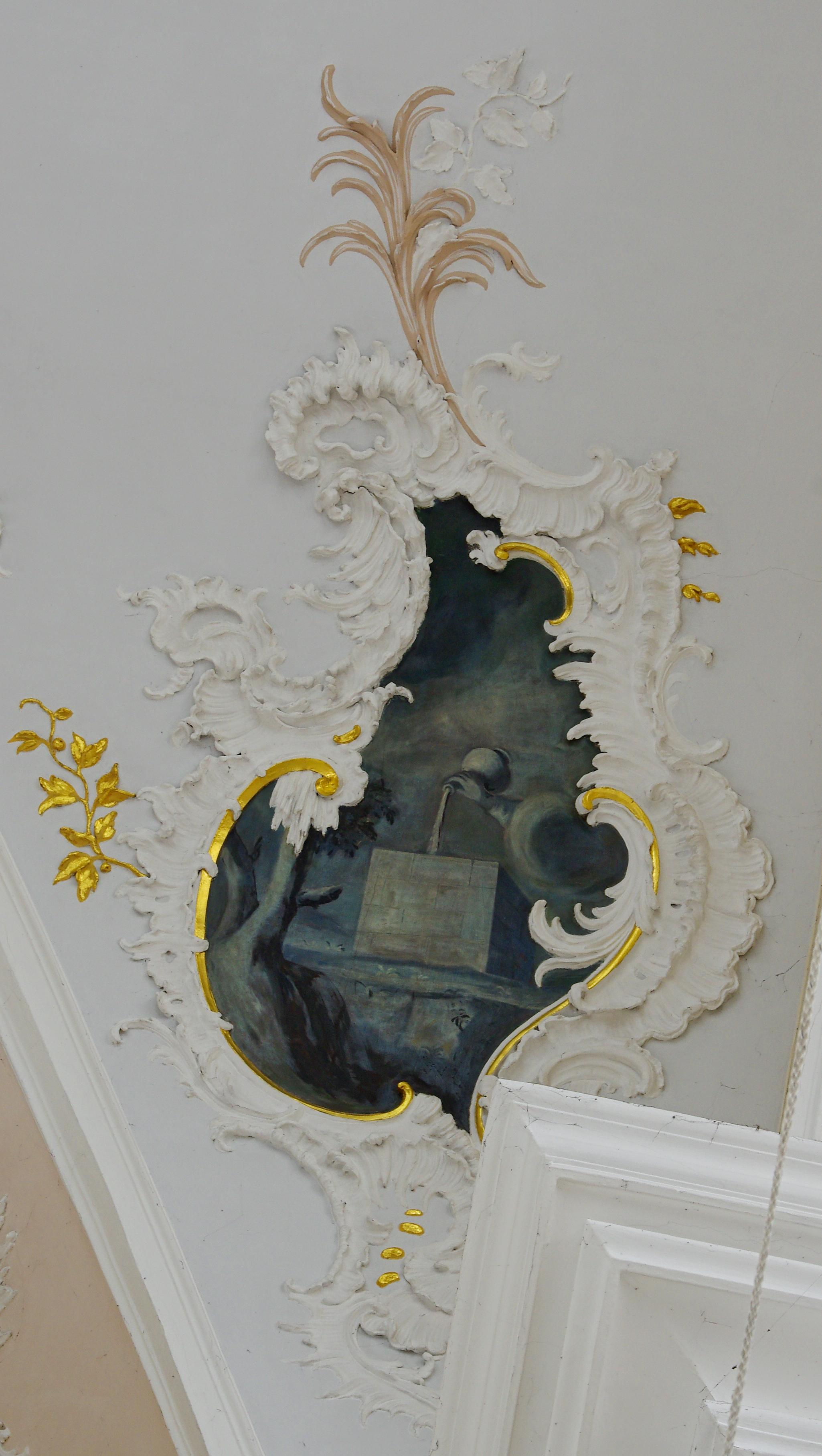
(4) Rechts: Wasserguss auf den Altar
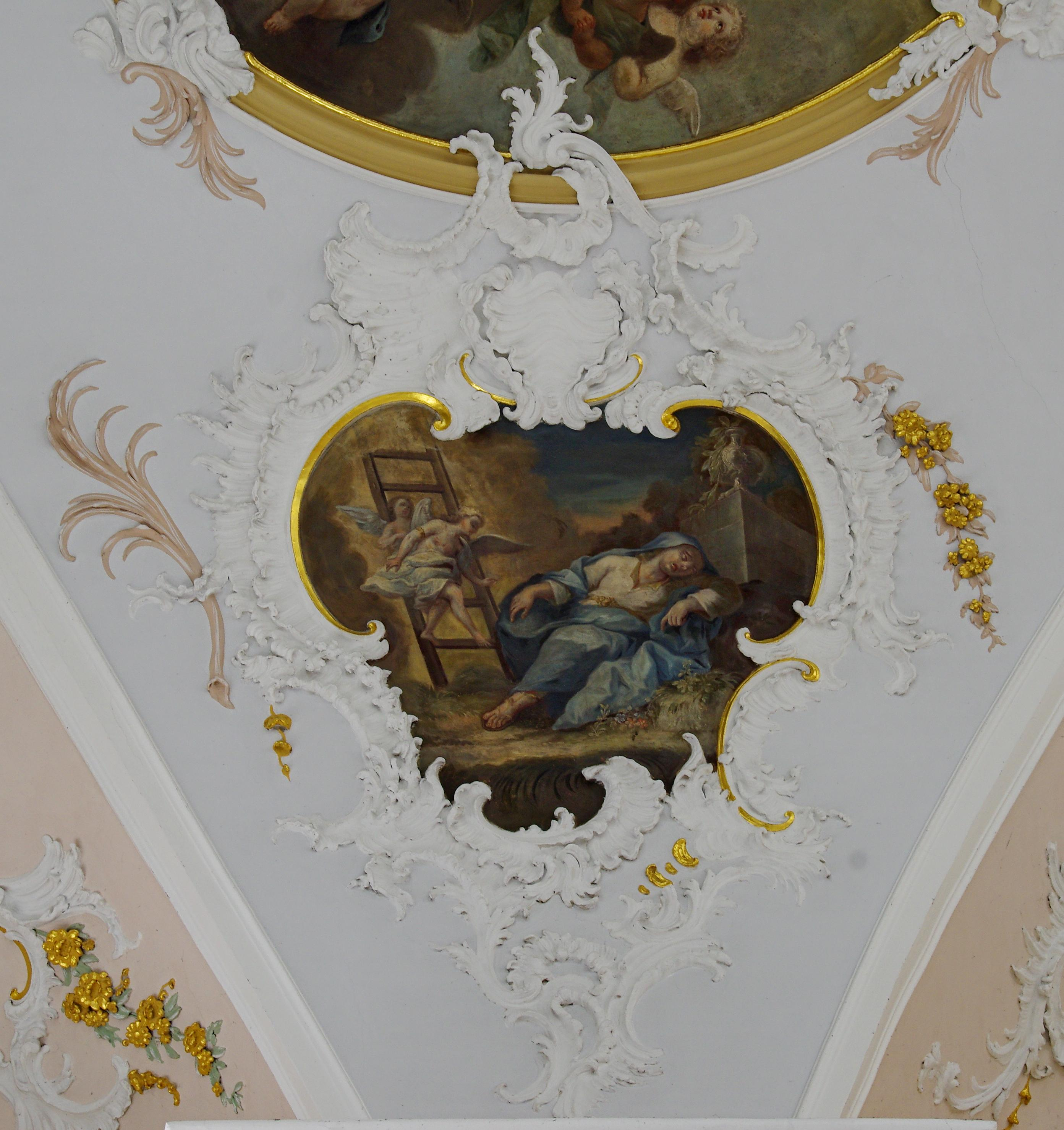
(5) Rechts: Jakobsleiter

Die sechs kleinen Bilder, die westlichen und östlichen in graublauer Grisaillemalerei, beziehen sich auf die Eucharistie:
- im westlichen Paar
  - fällt links Manna auf die Wüste und ein Zelt der wandernden Israeliten (Ex 16,14-15 EU)(1)
  - rechts wird Wasser auf einen Altar gegossen(4)
- im zweiten Paar von Westen
  - ist links Mose vor dem brennenden Dornbusch dabei, seine Schuhe auszuziehen (Ex 3,1-5 EU)(2)
  - rechts träumt Jakob von der Himmelsleiter (Gen 28,12-13 EU)(5)
- im östlichen Paar
  - erscheint links vor Goldglanz ein Kelch mit einer Hostie
  - rechts liegt das Lamm auf dem Buch mit den sieben Siegeln (Offb 5 EU)

### Altäre und Ambo
In Rudharts Hochaltar tragen vier Säulen über Volutenspangen eine Krone – ein Motiv, das Kirchen des Erzbistums Straßburg aus dem Straßburger Münster übernahmen, so auch in St. Mauritius (Ebersmunster), St. Bartholomäus (Ettenheim) und St. Gallus (Kirchzarten). Den barocken Tabernakel ließ Pfarrer Thummel um 1890 durch einen neuen ersetzen. Haupt- und Oberbild werden Pfunner zugeschrieben. Das Hauptbild zeigt den unter der Treppe sterbenden Alexius, um den sich seine Eltern und der durch das Papstkreuz gekennzeichnete Papst bemühen; im Oberbild bringt ein Engel einen Blütenkranz herab. Johann Michael Winterhalder schuf die Statuen der heiligen Märtyrer Pantaleon links und Landelin von Ettenheimmünster rechts, ferner die Engel auf den Volutenspangen, die Alexius’ Attribute Schlapphut und Hirtenstab tragen, und die Putten zu Seiten der Krone. Petrus links und Paulus rechts sind dagegen Werke von Matthias Faller.

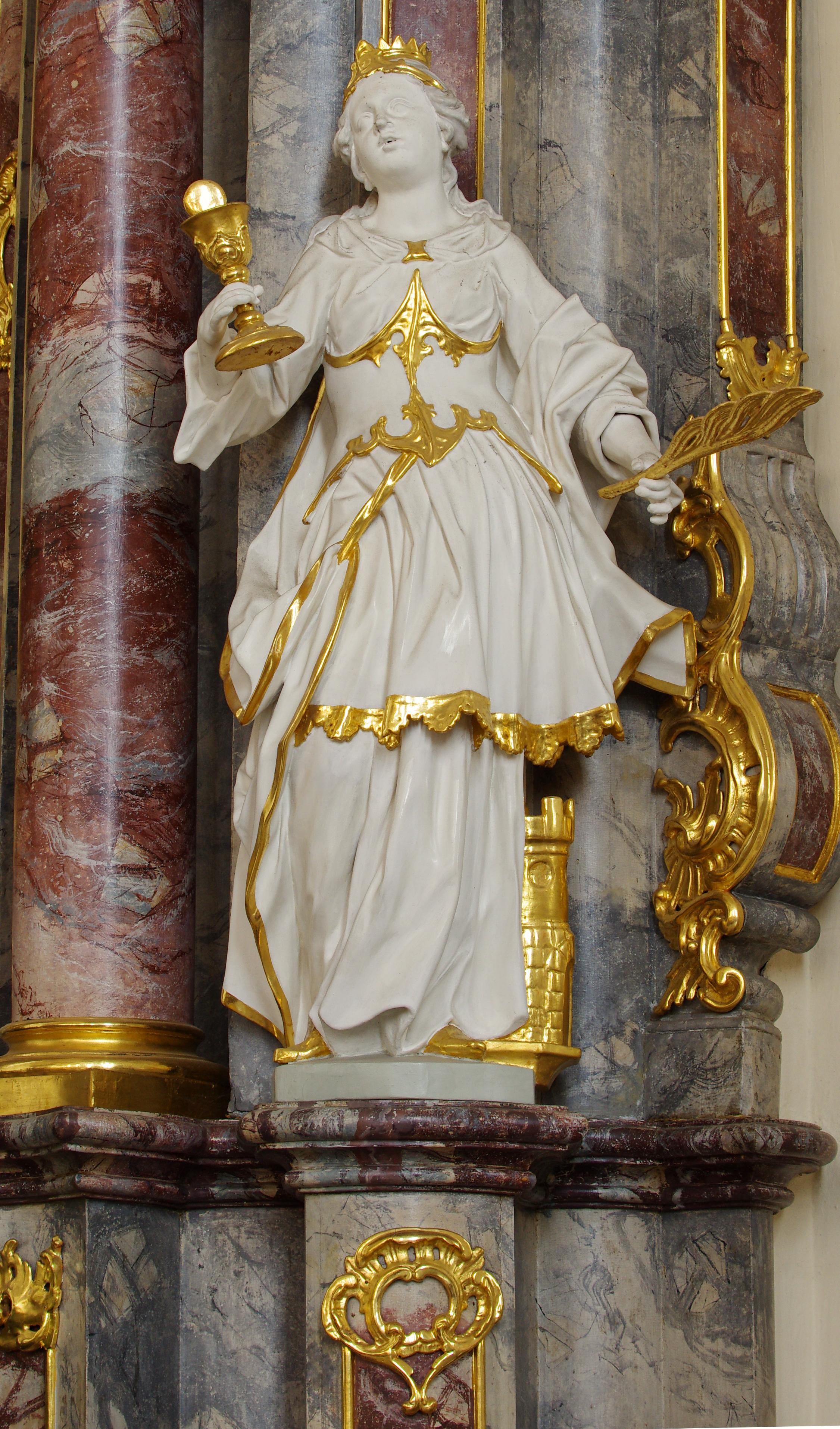
Barbara vom linken Seitenaltar
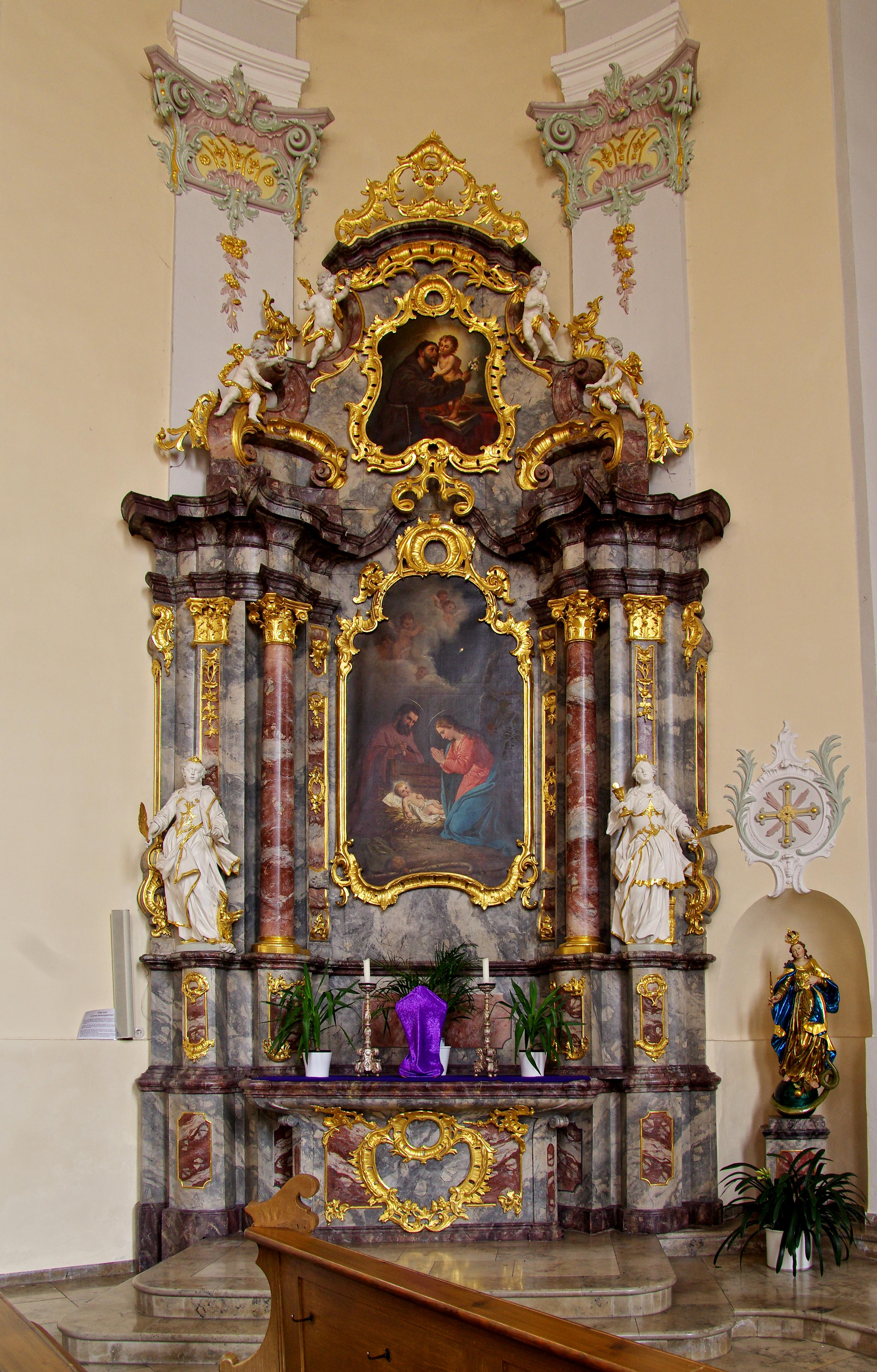
Linker Seitenaltar
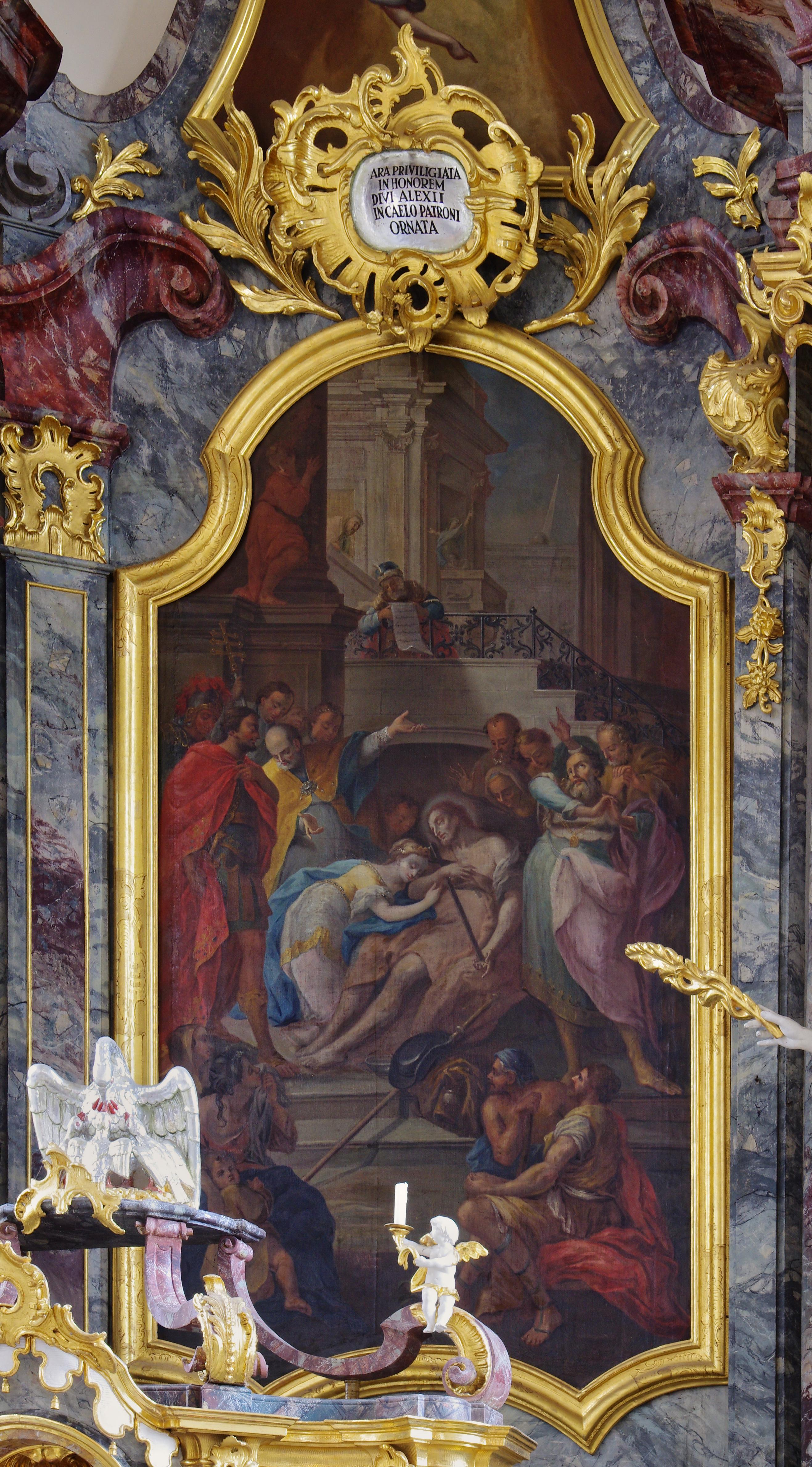
Hochaltargemälde
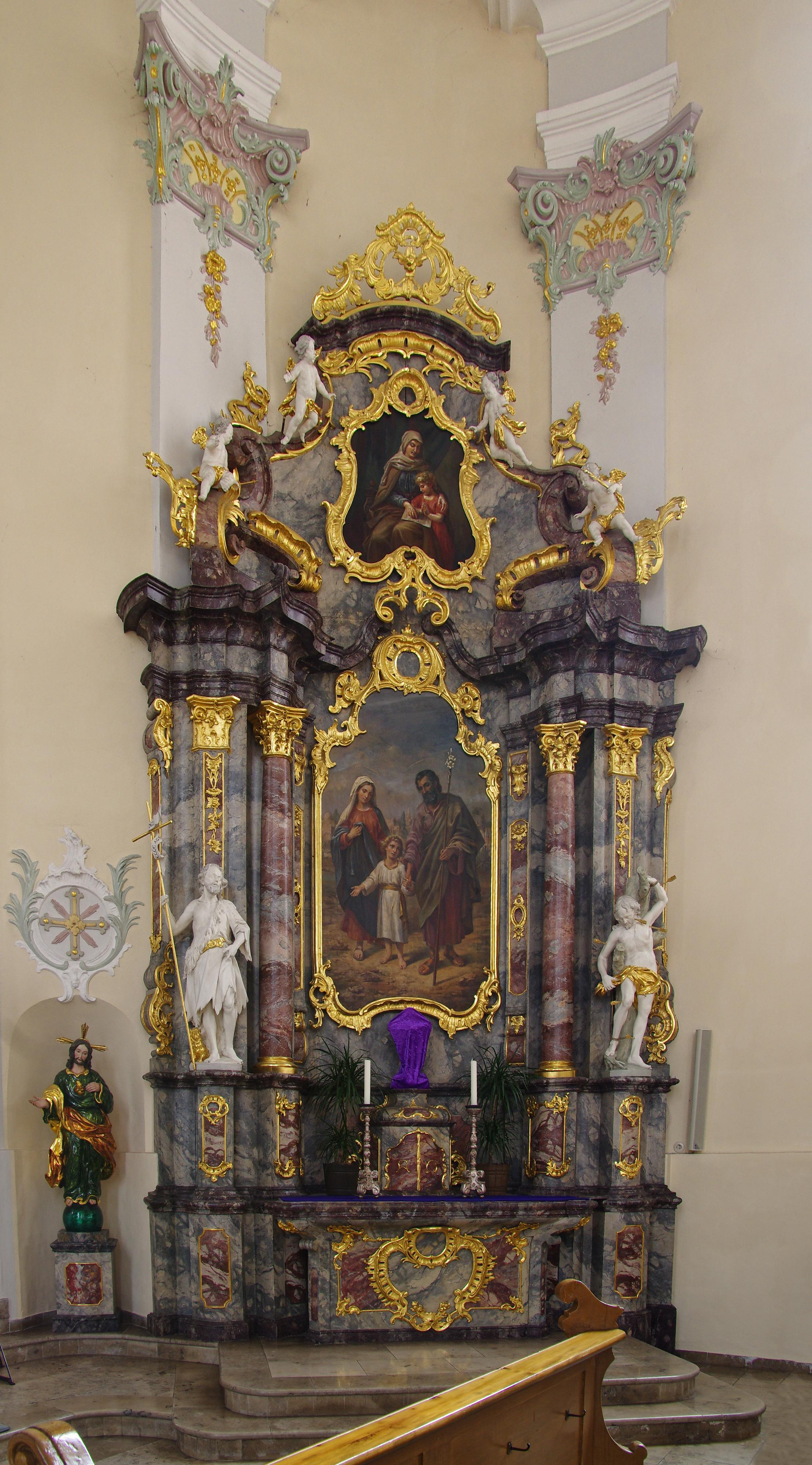
Rechter Seitenaltar
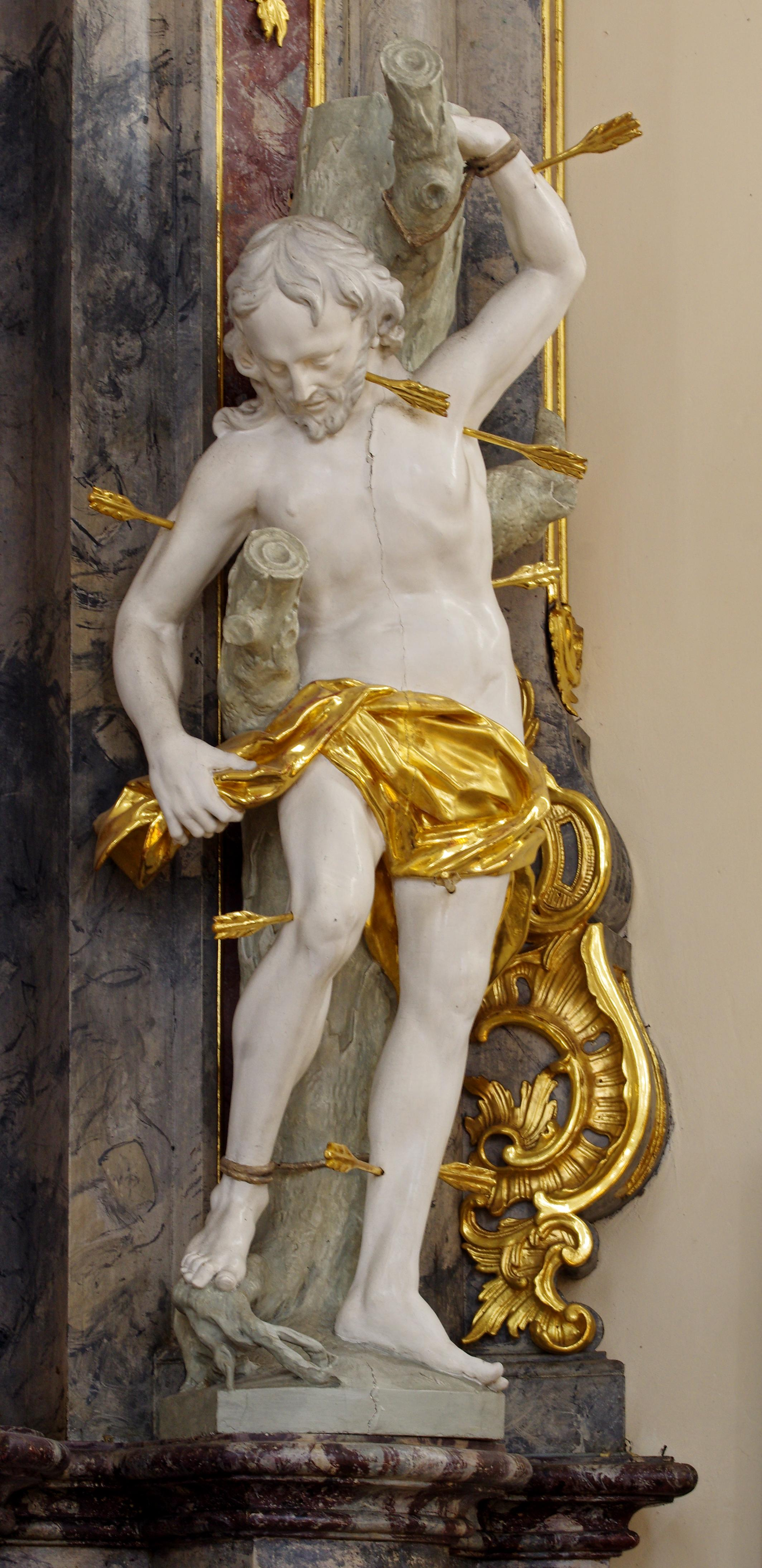
Sebastian vom rechten Seitenaltar

Auch die Nebenaltäre wurden von Rudhart geschaffen. Die kleinen Tabernakel und die Gemälde stammen allerdings aus Pfarrer Thummels Zeit. Am linken Altar ist die Geburt Christi dargestellt, im Auszug darüber der heilige Antonius von Padua mit dem Jesuskind. Motiv des rechten Altars ist der Heilige Wandel; im Auszug sieht man, wie Anna ihrer Tochter Maria das Lesen beibringt. Alle Skulpturen sind wieder ausgezeichnete Werke Matthias Fallers, die er 75-jährig 1782 schnitzte: die Heiligen Margareta von Antiochia mit dem goldglänzenden besiegten Drachen und Barbara von Nikomedien mit ihrem Turm am linken Seitenaltar, Johannes der Täufer mit Lamm und Kreuzstab und der pfeildurchbohrte Sebastian am rechten Seitenaltar, sowie alle Putten.
Bei der letzten Restaurierung 1999 bis 2000 schuf der Bildhauer Armin Göhringer einen Zelebrationsaltar und einen Ambo. Die Werke aus Holz sind „in mildes Weiß gefasst, das, leicht lasiert, den Atem des unterliegenden Materials noch spüren lässt.“ Die Tischplatte des Zelebrationsaltars bildet ein gleichschenkliges Trapez, das sich zum Hochaltar hin verjüngt. Den offenen Raum darunter begrenzen rechts und links Wände, die die Tischplatte an den seitlichen Kanten tragen. Wegen deren Schräge führen sie das Auge zum Hochaltar hin. Im offenen Raum unter der Tischplatte steht asymmetrisch ein Antependium, in das mit einer Kettensäge konzentrische Kreise geschnitten sind, die ein Kreuz durchscheinen lassen.
In der Vorderseite des Ambo fügen sich übereinandergelegte Schnitte zu einem flachen Bogen.

### Kanzel
Die Kanzel stammt aus Rudharts Werkstatt, der sie bekrönende segnende Christus von Johann Michael Winterhalder. Winterhalder schuf auch die Gruppe der Taufe Jesu auf dem Taufstein, die Figuren König Davids und der heiligen Cäcilia auf der Brüstung der Orgelempore sowie das Grabdenkmal Pfarrer Machleids innen an der Westwand.

### Orgeln

#### Hauptorgel
Die Hauptorgel auf der oberen Westempore wurde in den Jahren 1818 bis 1822 von dem Herbolzheimer „Klaviermacher“ Blasius Schaxel (1765–1843) erbaut, 1909 von Wilhelm Schwarz & Sohn aus Überlingen umgebaut und 1979 durch die Orgelbau Späth GmbH aus Mengen teilweise barockisiert. Bei einem 2000 erfolgten Rückbau durch Claudius Winterhalter wurde der Zustand von 1909 wiederhergestellt, mangels Masse aus dem Originalinstrument (es blieb nur das Gehäuse) muss man somit Wilhelm Schwarz & Sohn als den Erbauer des Instruments ansehen. Das Instrument hat heute 22 Register auf zwei Manualen und Pedal. Die Spiel- und Registertrakturen sind pneumatisch. Das historische Rückpositivgehäuse steht aktuell leer.
| I Hauptwerk C–f3 |           |        |
| 01.              | Bourdon   | 16′    |
| 02.              | Principal | 08′    |
| 03.              | Gambe     | 08′    |
| 04.              | Dolce     | 08′    |
| 05.              | Gedeckt   | 08′    |
| 06.              | Octave    | 04′    |
| 07.              | Gemshorn  | 04′    |
| 08.              | Octave    | 02′    |
| 09.              | Mixtur    | 02 ⁄3′ |
| 10.              | Trompete  | 08′    |

| II Brustwerk C–f3 |                  |     |
| 11.               | Geigenprincipal  | 08′ |
| 12.               | Salicional       | 08′ |
| 13.               | Lieblich Gedeckt | 08′ |
| 14.               | Flaut amabile    | 08′ |
| 15.               | Salicional       | 08′ |
| 16.               | Aeoline          | 08′ |
| 17.               | Vox coelestis    | 08′ |
| 18.               | Flauto traverso  | 04′ |

| Pedalwerk C–d1 |             |     |
| 19.            | Subbass     | 16′ |
| 20.            | Violonbass0 | 16′ |
| 21.            | Oktavbass   | 08′ |
| 22.            | Violoncello | 08′ |

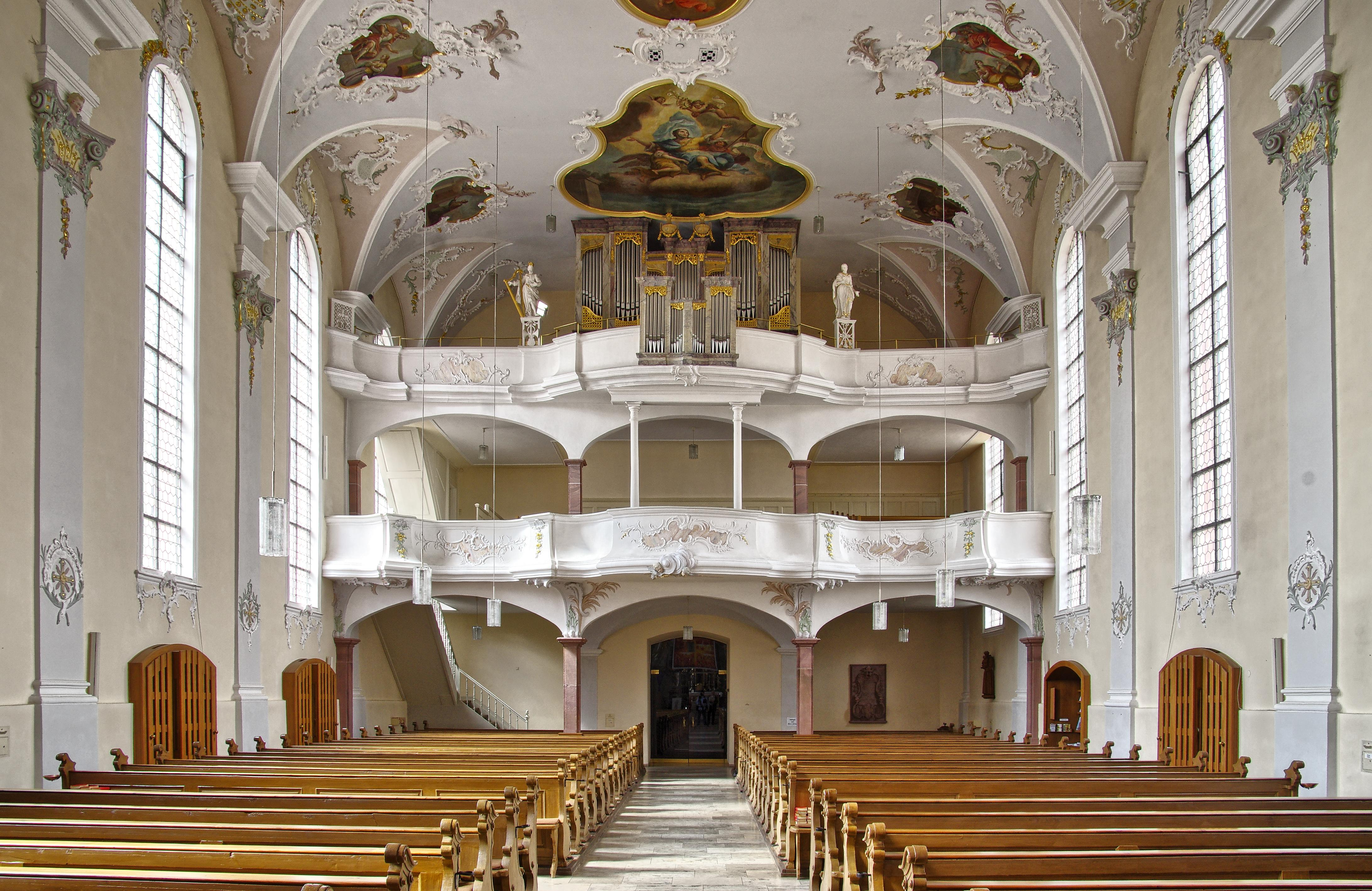
Blick auf die Hauptorgel

- Koppeln: II/I, Super II/I, Sub II/I, I/P, II/P

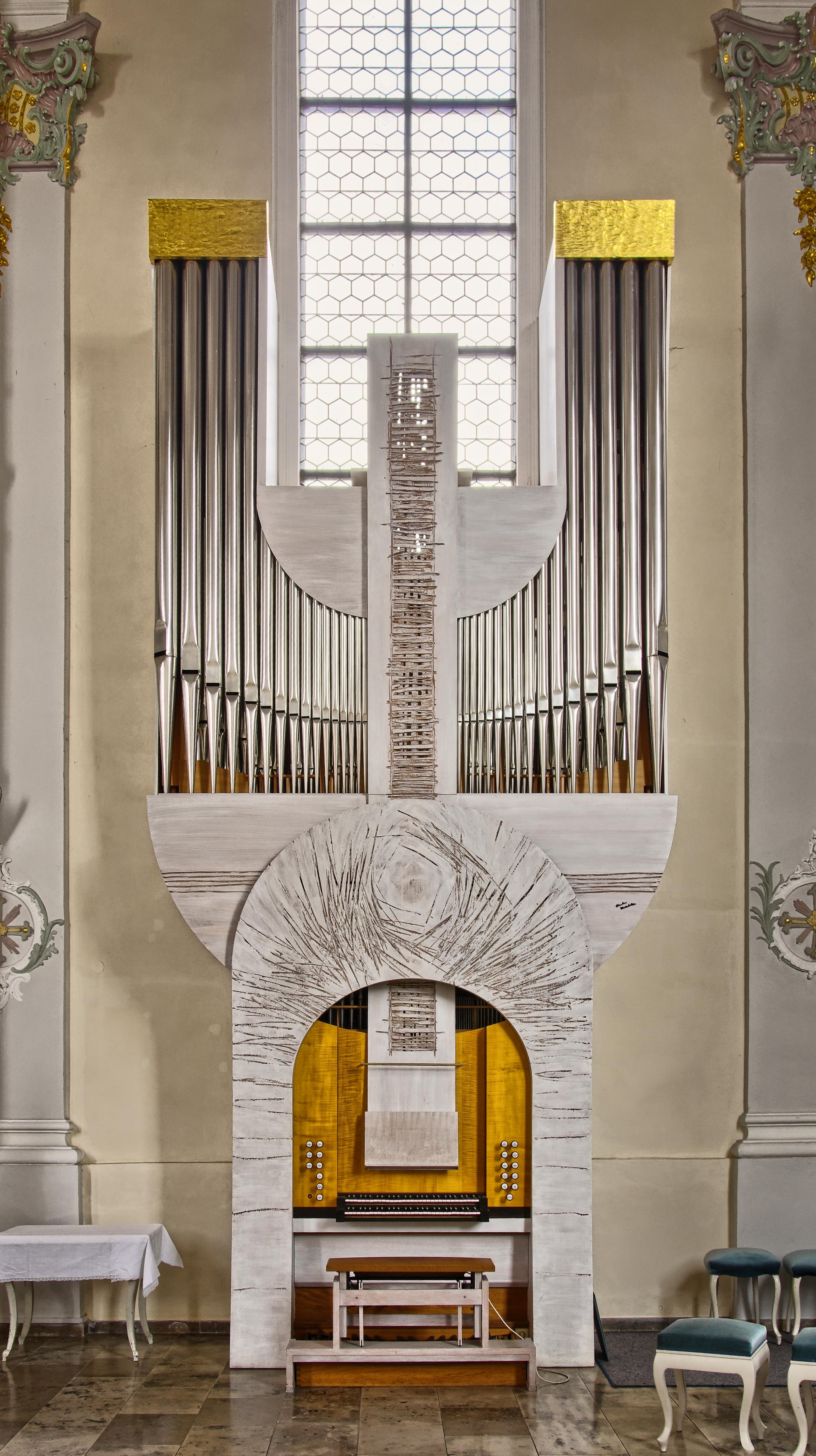
Chororgel

#### Chororgel
Die Chororgel wurde 2000 ebenfalls von dem Orgelbauer Claudius Winterhalter in Zusammenarbeit mit Armin Göhringer erbaut. Das Instrument schmiegt sich an die linke Seitenwand des Chors. Es besteht aus drei großen Teilen: einem unteren und vorderen, nach unten konkaven Halbkreis, einem oberen und hinteren, nach oben konkaven Halbkreis und einem senkrechten, vom Notenpult aufsteigenden Streifen dazwischen. Der untere Halbkreis überfängt den Platz des Organisten. Sägenkettenschnitte bilden an seinem Gipfel einen Wirbel: ein „Auge“, den konzentrischen Kreisen des Antependiums entsprechend. Der obere Halbkreis umgreift mit dem Silberglanz der Orgelpfeifen das Seitenfenster des Chors. Im Streifen dazwischen, einer „Himmelsleiter“, antworten übereinandergelegte Schnitte dem flachen Bogen im Ambo. In den beiden Bögen „kann – wer will – die Haltung des Betenden erkennen: Beten mit erhobenen Armen.“
Das Schleifladeninstrument hat 11 klingende Register auf zwei Manualen, zuzüglich eines Vorabzugs. Die Register des Pedals sind Transmissionen aus dem Hauptwerk. Die Spiel- und Registertrakturen sind mechanisch.
| I Hauptwerk C–g3 |                                   |     |
| 1.               | Bourdon                           | 16′ |
| 2.               | Principal                         | 08′ |
| 3.               | Holzflöte                         | 08′ |
| 4.               | Octave                            | 04′ |
| 5.               | Superoctave (= Vorabz. von Nr. 6) | 02′ |
| 6.               | Mixtur III-IV                     | 02′ |
| 7.               | Trompete                          | 08′ |

| II Nebenwerk C–g3 (B/D: c1/cis1) |           |        |
| 08.                              | Gedeckt   | 8′     |
| 09.                              | Rohrflöte | 4′     |
| 10.                              | Nazard    | 2 ⁄3′  |
| 11.                              | Doublette | 2′     |
| 12.                              | Terz      | 1 3⁄5′ |

| Pedal C–f1 |                                |     |
| 13.        | Subbass (= Transm. von Nr. 1)  | 16′ |
| 14.        | Flötbass (= Transm. von Nr. 3) | 08′ |
| 15.        | Trompete (= Transm. von Nr. 7) | 08′ |

- Koppeln: II/I, I/P, II/P

## Glocken
Der in die westliche Eingangsfassade eingeschnittene massive Kirchturm hängt ein fünfstimmiges Glockengeläut aus Bronze, das neben drei historischen auch zwei von der Gießerei Kurtz aus Stuttgart 1952 hinzugegossene Glocken enthält.
| Glocke | Gießer                | Gussjahr | Durchmesser | Gewicht     | Schlagton |
| ------ | --------------------- | -------- | ----------- | ----------- | --------- |
| 1      | F. A. Grieshaber II   | 1753     | 1300 mm     | ca. 1150 kg | d'-4      |
| 2      | Kurtz, Stuttgart      | 1952     | 1173 mm     | ca. 880 kg  | f'-4      |
| 3      | Kurtz, Stuttgart      | 1952     | 1046 mm     | ca. 650 kg  | g'-4      |
| 4      | (Lothr. Wandergießer) | 1539     | 0890 mm     | ca. 400 kg  | b'-9      |
| 5      | Bruncler / Arnolt     | 1682     | 0670 mm     | ca. 180 kg  | d"-5      |

Alle fünf Glocken sind einbezogen in den Uhrschlag der Turmuhr, welche die Zeit über Zifferblätter an allen vier Seiten des Turms anzeigt. Die Glocken eins und zwei sorgen für den wiederholenden Stundenschlag, die übrigen Glocken schlagen zur Viertelstunde.

## Würdigung
St. Alexius müsse zu den besten baukünstlerischen Leistungen des 18. Jahrhunderts im südlichen Oberrheingebiet gezählt werden. Auch die Ausstattung zeige, wie meisterhaft Breisgauer Künstler um die Mitte des 18. Jahrhunderts zu arbeiten verstanden. Das Deckenbildprogramm spiegele theologische Anliegen des 18. Jahrhunderts wider. „Zwischen betonter Eucharistie- und Marienverehrung stand die Hl. Dreifaltigkeit im Mittelpunkt nachtridentinischer Frömmigkeit.“ Diese bunte, vielfältige Welt des Barock sei durchschauert von einer Geistigkeit, die ihr Maß von den letzten Dingen nahm. Der neue Zelebrationsaltar, der Ambo und die Chororgel seien bewusst kein nachgemachter Barock. Nicht historische Stilanpassung habe dominieren sollen, sondern „eine Ergänzung, welche die Bildsprache der Gegenwart mit Stolz ausdrückt.“ Diese Bildsprache formuliere nicht ausdrücklich, sondern überlasse Assoziationen dem Glauben und der Phantasie des Betrachters.